# Les Enquêtes de Murdoch
Les Enquêtes de Murdoch (The Murdoch Mysteries) est une série télévisée canadienne créée par Maureen Jennings et diffusée depuis le 20 janvier 2008 sur Citytv et depuis le 7 janvier 2013 sur le réseau CBC.
En France, la série est diffusée depuis le 3 juillet 2008 sur TMC, sur France 3 depuis le 14 juin 2009, ainsi que sur C8 à partir de septembre 2016 et au Québec sur AddikTV.

## Synopsis
Cette série met en scène les enquêtes policières de William Murdoch, détective dans la ville de Toronto à la fin du XIXe siècle et au début du XXe siècle. Passionné de science, il utilise des méthodes peu orthodoxes et révolutionnaires pour l'époque (empreintes, tests sanguins, analyses diverses…) pour confondre les criminels. Il est aidé dans sa tâche par George Crabtree, un constable imaginatif et maladroit, et par la docteur Julia Ogden, une médecin-légiste talentueuse dont il est amoureux, au sein du poste de police no 4 dirigé par l'inspecteur Thomas Brackenreid. Au cours de ses aventures, Murdoch a l'occasion de rencontrer de nombreuses figures de son époque, connues ou en passe de le devenir, de Thomas Edison à Jack London.

## Distribution

### Distribution principale
- Yannick Bisson (VF : Jean-Philippe Puymartin) : Inspecteur William Murdoch

enquêteur réputé, il travaille pour la police de Toronto. Catholique et issu d'une famille pauvre, il a certaines valeurs qui font de lui un véritable gentleman. Il met au point plusieurs inventions qui lui permettront de résoudre des enquêtes compliquées.
- Thomas Craig (VF : Patrice Dozier) : Commissaire Thomas Brackenreid

inspecteur au poste 4 de la police de Toronto. Ancien militaire, bourru, il aura au début du mal à accepter les méthodes peu conventionnelles de son meilleur agent, William Murdoch. Marié et père de deux enfants.
- Jonny Harris (VF : Luc Arden) : Constable George Crabtree

agent à la police de Toronto, George est une personne enjouée et volontaire. Il tient en haute estime William Murdoch. Abandonné à la naissance, il vivra plusieurs déboires sentimentaux.
- Hélène Joy (VF : Dominique Westberg) : Dre Julia Ogden

médecin légiste pour la police de Toronto. Julia se révèle aussi ingénieuse que Murdoch. Une attirance forte naîtra entre les deux collègues et elle finira par se concrétiser.
- Lachlan Murdoch (VF : Philippe Bozo) : Constable Henry Higgins

agent à la police de Toronto. Policier gaffeur et maladroit qui peut compromettre l'avancée des enquêtes. Il se liera d'amitié à George. Il cherchera pendant longtemps celle qui fera battre son cœur. Il trouvera sa dulcinée en la personne de Ruth Newsome.
- Georgina Reilly (VF : Barbara Delsol) : Dre Émilie Grace (saison 5 - saison 9, épisode 3)

assistante du docteur Ogden, Julia la prendra sous son aile avant de lui laisser provisoirement sa place. Médecin légiste et féministe engagée, elle éprouvera des sentiments sincères pour George mais leur relation se terminera. Elle tombera amoureuse d'une femme qui sera assassinée. Elle quittera Toronto pour Londres.
- Daniel Maslany (VF : Christophe Lemoine) : Détective Llewellyn Watts (saison 10, épisode 4 - )

brillant enquêteur du poste 1, il aidera à plusieurs reprises le poste 4. Peu soucieux des convenances, il peut passer pour un homme irrespectueux. Contrairement au détective Murdoch, Watts préfère enquêter dans les rues. Sa grande sœur a disparu sans laisser de traces. Cet événement hante le jeune inspecteur.
- Mouna Traoré (VF : Justine Berger) : Rebecca James (saison 9, épisode 4 - saison 11, épisodes 4 et 18)

venant d'une famille pauvre, Rebecca est femme de ménage à la morgue jusqu'à ce que Julia soit impressionnée par ses connaissances médicales et lui propose de devenir son assistante. Grâce à son nouveau travail, Rebecca a pu reprendre ses études de médecine. Elle quittera par la suite Toronto.
- Erin Agostino (VF : Victoria Grosbois) : Nina Bloom (saison 9 - saison 11, épisode 18 - saison 16, épisode 4)

danseuse burlesque, Nina est une femme libre qui se moque du regard des autres. Elle tombera amoureuse de George et le quittera à contrecœur pour poursuivre son rêve de devenir danseuse à Paris, au Moulin Rouge.
- Shanice Banton (VF : Fily Keita) : Violet Hart (saison 11, épisode 4 -)

ambitieuse, Violet est une vendeuse de pilules qui rencontrera le Dr Ogden lors d'une exposition médicale à Toronto. Elle deviendra par la suite la nouvelle assistante de Julia.

### Distribution secondaire
- Arwen Humphreys (VF : Marie-Laure Dougnac) : Margaret Brackenreid (récurrente saisons 1 à -)

épouse de l’inspecteur Thomas Brackenreid et mère de deux enfants. Elle aime son mari et connaît les conséquences d'être mariée à un policier. Passionnée et déterminée, Margaret est une épouse aimante. Elle débutera une activité professionnelle en tant qu'organisatrice de mariage.
- Kristian Bruun (VF : Cédric Dumond) : Constable Augustus Jackson (récurrent saisons 5 à 11)

policier au même titre qu'Henry et George. D'abord présenté comme un idiot mais un excellent joueur de baseball. Il secondera à plusieurs reprises Murdoch et Watts à qui il révélera avoir perdu sa femme.
- Bea Santos (VF : Cindy Tempez) : Louise Cherry (récurrente saisons 10 à -)

tenace et intelligente, Louise est une journaliste pour le Toronto Gazette. Elle n'hésite pas à se mettre en danger pour récolter une histoire juteuse. Elle sortira pendant une courte période avec George.
- John Fleming et Charles Vandervaart : John Brackenreid (invité saisons 1 à 10, récurrent saisons 11 et 12)

fils aîné de Margaret et Thomas. Il suivra les traces de son père en devenant policier sous ses ordres, au grand désespoir de sa mère.
- Siobbhan Murphy (VF : Véronique Picciotto) : Ruth Newsome (récurrente saisons 10 à -)

membre de la riche famille Newsome, son frère sera assassiné lors d'une enquête et elle rencontrera Henry. Elle éprouvera des sentiments très forts envers lui. Ils finiront par se marier mais sa famille perdra toute sa fortune. Pour aider Henry à payer ses factures, elle deviendra infirmière.
- Clare McConnell (VF : Kahina Tagherset) : Effie Newsome (récurrente saisons 12 à -)

cousine de Ruth et Roger Newsome. Excellente avocate, indépendante, elle n'est pas intéressée par le mariage.
- Nigel Bennett (VF : Georges Claisse) : Chef Constable Percival Giles (récurrent saisons 5 et 6 ; invité saisons 4, 8, 9 et 13)

chef de la police de Toronto. Il haïssait personnellement Murdoch. Il sera arrêté lorsqu'il tentera d'aider un collègue à dissimuler un crime.
- Peter Stebbings (VF : Alexis Victor) : James Pendrick (récurrent saison 3 ; invité saisons 5, 6, 7, 9, 10 et 11)

riche inventeur vivant à Toronto. Marié à Sally Pendrick. Il crée différentes inventions qui émerveilleront de nombreuses fois le détective Murdoch.
- Paul Amos (VF : Stéphane Pouplard) : Docteur Roberts (récurrent saisons 2 et 5, invité saison 3)

psychiatre avant-gardiste pour son époque, travaille dans un hôpital de Toronto. Il aidera à plusieurs reprises William Murdoch.
- Sebastian Pigott (VF : Sylvain Agaësse) : Docteur Andrew Dixon (récurrent saisons 12 à 13)

est un étudiant en médecine du Dr Julia Ogden et chirurgien à l'hôpital de Toronto.
- James McGowan (VF : Bernard Lanneau) : Docteur Forbes (récurrent saisons 12 à 13)

médecin à l'université de Toronto et chirurgien en chef du docteur Ogden à l'hôpital de Toronto.
- Stephanie Belding (VF : Pascale Chemin) : Infirmière Sullivan (récurrente 12)

infirmière anesthésiste à l'hôpital de Toronto où exercera Julia Ogden.
- Kathy Breier : Lidya Hall (récurrente saison 10, invitée saison 9)

meilleure amie de Nina Bloom et danseuse burlesque. Elle sera assassinée et Murdoch culpabilisera de ne pas avoir pu la sauver.
- Jonathan Watton (VF : Patrick Mancini) : Dr Darcy Garland (récurrent saisons 4, 5 et 6)

médecin à l'hôpital de Buffalo. Il rencontrera Julia et en tombera amoureux. Les deux amants se marieront. Darcy sera plus tard assassiné.
- Peter Keleghan (VF : Lionel Henry) : Terrence Meyers (invité saisons 1 à 12)

agent du gouvernement canadien qui interviendra au poste de Toronto à plusieurs reprises.
- Michael Seater (VF : Franck Lorrain) : James Gillies (invité saisons 2, 5, 6, 7 et 10)

froid, calculateur et meurtrier, James est l'ennemi juré du détective Murdoch. Psychologiquement instable, il donnera du fil à retordre à Murdoch.
- Daiva Johnston (VF : Ingrid Donnadieu) : Eva Pearce (invitée saisons 6, 7, 8, 9 et 10)

vendeuse dans un grand magasin de Toronto, Mme Pearce flirtera avec Murdoch et se révélera être une dangereuse criminelle.
- Sophie Goulet (VF : Juliette Mailhé) : Marilyn Clark (récurrente saison 11, invitée saison 10)

membre du sanctuaire pour femmes, elle prône un monde sans hommes et a des idées très radicales. Elle se liera d'amitié avec le Dr Ogden.
- Sarah Gadon (VF : Ariane Aggiage) : Ruby Ogden (invitée saisons 2, 3 et 4)

petite sœur du Docteur Ogden, Ruby est journaliste. Elle parcourt le monde à la recherche d'aventures.
- Sarah Mitich (VF : Pauline Moingeon Vallès) : Lilian Moss (récurrente saisons 8 et 9)

suffragette engagée, elle a refusé d'épouser un homme que lui prédestinait sa famille. Elle tombera amoureuse d'Emily Grace. Lilian sera plus tard assassinée.
- Giacomo Gianniotti (VF : Geoffrey Vigier) : Leslie Garland (récurrent saisons 7 et 8)

frère cadet de Darcy Garland, il entretiendra une relation de courte durée avec Emily. Il tiendra pour responsable Julia et Murdoch pour la mort de son frère.
- Jordan Johnson-Hinds (VF : Jean-Baptiste Anoumon) : Nate Desmond (récurrent saison 10 et 11, invité saison 9)

ouvrier du bâtiment, homme religieux, il tombera follement amoureux de Rebecca James. Il encouragera sa compagne à devenir médecin.
- Cyrus Lane (VF : Arnaud Arbessier) : Roger Newsome (invité saison 7, 8, 9 et 10)

arrogant membre de la famille Newsome. Passionné amateur d'ornithologie, il est détesté par George qui ne le supporte pas. Il sera assassiné lors d'une enquête criminelle.
- Lisa Faulkner : Anna Fulford (invitée saisons 3 et 4 ; récurrente saison 5)

est une femme habitant Bristol en Angleterre. Elle aidera Murdoch lorsque celui-ci aura perdu la mémoire. Elle devra changer d'identité lorsque son ancien époux trempera dans des affaires douteuses avec l'organisation « Main Noire ».
- Tamara Hope (VF : Edwige Lemoine) : Edna Brooks (invitée saisons 1 et 9 ; récurrente saison 8)

veuve, elle élève seule son beau-fils. Elle entamera une relation amoureuse avec George. Elle disparaîtra et quittera Toronto afin de protéger son beau-fils.
- Alex Paxton-Beesley (VF : Barbara Beretta) : Winnifred « Freddie » Pink (récurrente saisons 9 et 10)

femme forte et courageuse ainsi que détective privée, elle connaît Murdoch depuis l'enfance. Elle aidera à plusieurs reprises le détective Murdoch lors de ses enquêtes.
- Maria del Mar (VF : Laurence Bréheret) : Sarah Pensell (récurrente saison 1)

médium, possédant d'étranges pouvoirs. Elle aidera Murdoch pendant deux enquêtes dont l'une aura presque coûté la vie de Murdoch. Elle quittera Toronto pour Prague.
- Sarah Allen (VF : Laurence Dourlens) : Enid Jones (récurrente saison 2)

mère célibataire, elle élève seule son fils. Elle aura une relation avec Murdoch avant que celui-ci la quitte pour Julia.
- Kate Greenhouse (VF : Laura Blanc) : Sally Pendrick (récurrente saisons 3)

femme du riche inventeur James Pendrick.
- Paul Rhys (VF : Jean-Pascal Quilichini) : Llewellyn Francis (récurrent saisons 4)

médecin légiste remplaçant le Docteur Ogden lors de son départ. Il ne s'entend pas avec Murdoch. Il finira par quitter son poste lors du retour de Julia.
- Nicole Underhay (VF : Dorothée Jemma) : Margaret Haile (récurrente saison 8)

enseignante et militante pour le droit des femmes. Elle se présentera aux élections législatives. Réel personnage historique.
- Dixie Seatle : Miss Kitchen (invitée saison 2 et 8)  dirige la pension où habite William Murdoch. Bonne cuisinière et intelligente
- Colin Mochrie : Raph Fellows (invité saisons 11 à 15)  Détective d'hôtel, il éprouve une grande jalousie envers le célèbre détective Murdoch. Sa jalousie se transformera en obsession.
- James Graham : Arthur Carmichael (invité saisons 12 à 15) Il est le frère d'Isabel Carmichael et le fils d'un procureur en chef de la Couronne.
- Matthew Bennett : Allen Clegg Introduit à la saison 4, il est un ennemi juré et dangereux du détective Murdoch, de l'agent Meyers et du Canada avec une obsession singulière pour le destin manifeste - un pays du cercle arctique au tropique du Cancer, les États-Unis d'Amérique, ce qui signifie la prise de contrôle de Canada.
- Jesse Lavercombe : Jack Walker

### Acteurs célèbres invités
- Stephen McHattie : Harry Murdoch
- Charlotte Sullivan : Minerva Fairchild
- Tamara Gorski : Constance Gardiner
- Corey Sevier : Horace Briggs
- Kate Trotter : Stella Smart
- Nicholas Campbell : Buffalo Bill Cody
- Dylan Neal : Sergent Jasper Linney
- Peter Outerbridge (VF : Éric Legrand) : Père Keegan
- Lauren Lee Smith : Elva Gordon
- Robin Dunne : Williams
- William Shatner : Mark Twain
- Leslie Hope (VF : Véronique Augereau) : Elizabeth Cummersworth
- Victor Garber : Malcolm Lamb
- Brendan Coyle : Rankin
- Aaron Ashmore : Jack London
- Wendy Crewson : Cassie Chadwick
- Kelly Rowan : Millicent McGowan
- Roark Critchlow (VF : Eric Peter) : Charles Cutter
- Wayne Robson : Bob Selby
- Alisen Down (VF : Anne Massoteau) : Lydia Driscol
- Edward Asner (VF : Richard Leblond) : Kris Kringle
- Kari Matchett (VF : Juliette Degenne) : Miss Heloise
- Robbie Amell (VF : Jean-Michel Vaubien) : Wallace Driscoll
- David Hewlett : Dilbert Dilton
- Joanna Douglas : Wendy Nelson
- Catherine Disher : Madame Galbraith
- Mark Rendall : Jacob Foley
- Ingrid Kavelaars : Beth Tipton
- Joe Dinicol : Harry Houdini
- Anthony Lemke (VF : Arnaud Arbessier) : Père Clements
- Louise Monot : Régine Rivière

- Version française
  - Studio de doublage : SOFI (saison 1) puis Nice Fellow (à partir de la saison 2)
  - Direction artistique : Érik Colin (saison 1) puis Cyrille Artaux (depuis la saison 2[1])
  - Adaptation : Daniel Fica, David Yvan, Julien Delaneuville, David Blin, Stéphane Salvetti et Vanessa Azoulay

## Production
Les Enquêtes de Murdoch sont produites et développées par Shaftesbury Films en association avec Citytv (Rogers Media), ITV Studios Global Entertainment, Alibi (UKTV), et la participation des Canadian Television Fund, Canadian Film or Video Production Tax Credit et Ontario Film and Television Tax Credit.
Le 27 septembre 2011, Rogers Media annonçait ne pas vouloir poursuivre Les Enquêtes de Murdoch au-delà de la cinquième saison, mais à la suite de la rencontre entre Christina Jennings de Shaftesbury's UK et de Kristine Stewart de CBC's English services, un engagement était signé le 15 novembre 2011 pour la production d'une sixième saison.
Le tournage de la sixième saison s'est effectué à partir du printemps 2012 pour une diffusion par CBC. La cinquième saison sera rediffusée sur cette chaîne à partir du 17 septembre 2012, la sixième saison étant diffusée quant à elle à la suite.
CBC produit consécutivement les saisons sept et huit composées de 18 épisodes chacune à la suite des excellentes audiences réalisées sur la chaîne.
CBC annonce le renouvellement de la série pour une neuvième saison de 18 épisodes.
Georgina Reilly quitte la série à la fin de l'épisode Double Life, saison 9 épisode 3.
La série est actuellement la plus longue de la télévision canadienne (dix saisons, plus de cent quarante épisodes).
Yannick Bisson, à l'occasion d'une remise de prix, annonce officiellement le renouvellement de la série pour une 10e saison, confirmé par CBC dans son communiqué du 31 mars 2016.
Le 13 mars 2017, la chaîne CBC annonce que la série est renouvelée pour une onzième saison composée comme les précédentes de 18 épisodes ainsi qu'un spécial de Noël de deux heures publicité incluse.
Le 12 mars 2018, le site TV Wise indique que la série est renouvelée pour une douzième saison de 18 épisodes.
Le 25 mars 2019, CBC annonce que la série est renouvelée pour une 13e saison de 18 épisodes.
Le 10 mai 2020, Yannick Bisson annonce le renouvellement de la série pour une 14e saison.
Le 2 juin 2021, CBC annonce une quinzième saison de 24 épisodes qui sera diffusée dès le 13 septembre 2021.
Le 1er mai 2025, CBC annonce le renouvellement de la série pour une dix-neuvième saison composée de 21 épisodes

## Épisodes

### Hors saison (2004-2005)
1. Sauf la mort (Except the Dying) : Une très jeune femme est retrouvée morte et nue dans une ruelle. Elle semble avoir été droguée avant d’être assassinée. Murdoch interroge les plus proches voisins, des prostituées, afin de savoir ce qu’elles ont vu. Lorsqu’il redescend, il rencontre le docteur Ogden pour la première fois. Les premiers examens post-mortem révèlent que la jeune femme était enceinte...
2. Pauvre Tom a froid (Poor Tom Is Cold) : Un agent de police est retrouvé mort dans le sous-sol d’une maison abandonnée. La mort est due à une balle de pistolet tirée dans la tempe et les vêtements sentent le whisky. Les premiers éléments font penser à un suicide car on retrouve une note sur le cadavre. Cependant les projections de sang et l’absence d’alcool dans le sang orientent Murdoch vers un meurtre...
3. Dans l'ombre du dragon (Under the Dragon’s Tail) : Une femme est retrouvée morte chez elle. Elle est visiblement morte d’un coup à la tête suivi d’un étouffement. Son bureau a été fouillé et un carnet (rouge avec un dragon gravé sur la couverture) a disparu. Autour du cou de la victime, Murdoch trouve une clef qui ouvre la porte du sous-sol. Dans la cave, le détective découvre un cabinet avec tout ce qu’il faut pour faire avorter.

Ces trois films ont été tournés avec des acteurs principaux différents (Peter Outerbridge : William Murdoch, Keeley Hawes : Julia Ogden, Colm Meaney : Brackenreid, Flora Montgomery : Bernadette « Ettie » Weston). Hélène Joy apparaît dans l'épisode Under the Dragon’s Tail, dans le rôle de Maud Pedlow.

### Première saison (2008)
1. D’un courant à l’autre (Power) : lors d’une démonstration pour prouver que le courant alternatif est dangereux en démontrant que ça peut tuer, un chien est pris comme cobaye. Mais, c'est Alice Howard, la jeune femme qui actionne le courant qui meurt électrocutée. Murdoch est tout excité à l’idée de rencontrer Nikola Tesla, l’inventeur du courant alternatif au cours de l’enquête.
2. La Malle ensanglantée (The Glass Ceiling) : L’inspecteur Brackenreid reçoit directement à la station une malle contenant le corps de Percival Pollock, un avocat, accompagnée d’une lettre. L’inspecteur soupçonne rapidement un homme qu’il a arrêté quelques années plus tôt et qui chercherait à se venger ; mais Murdoch, en suivant les preuves, n’est pas de cet avis...
3. Un K.O. si parfait (The Knock Down). Amose Robinson, un boxeur noir professionnel est abattu dans le hall de l’hôtel où il séjournait. Fanny, sa veuve, immédiatement suspectée, est bientôt innocentée par Murdoch grâce aux traces de sang relevées sur sa robe.
4. Élémentaire, mon cher Murdoch (Elementary, My Dear Murdoch) : Sir Arthur Conan Doyle invite Murdoch à assister à une séance de spiritisme. Durant la séance, le médium indique au détective qu’une femme vient d’être assassinée. Sur ses indications, Doyle et Murdoch se rendent sur place et découvrent le corps d’une femme correspondant à la description donnée.
5. Mariage de complaisance (Till Death Do Us Part) : un homme du nom de Wendall Merrick est retrouvé mort dans l’église, juste avant de se marier. Les premiers examens post-mortem révèlent que la victime a eu des rapports sexuels avec un homme peu de temps avant de mourir.
6. Lâchez les chiens (Let Loose the Dogs) : après un combat de chiens dans un auberge, John Delaney rentre chez lui... Il sera retrouvé mort un peu plus loin, au milieu d’une rivière. Rapidement, Murdoch demande à être dessaisi de l’affaire car son père y semble impliqué...
7. La Divine Comédie (Body Double) : durant une représentation de Macbeth, le plafond s’effondre et un cadavre tombe sur la scène.
8. Eaux mortelles (Still Waters) : Murdoch enquête sur un assassinat d'un homme retrouvé sur les rives du lac. La victime est Richard Hartley, fils de riche banquiers et également un champion d’aviron.
9. La Marionnette diabolique (Belly Speaker) : Roderick Greemsby est découvert assassiné chez lui. Son fils, Harcourt est retrouvé caché dans une armoire. Celui-ci est ventriloque et refuse de parler sans sa marionnette.
10. Les Nouveaux Esclaves (Child’s Play) : Howard Rockwood, un homme ayant une participation active dans le placement d’orphelins dans des familles d’accueil est retrouvé mort dans la cour de sa maison, frappé d’un coup mortel à la tête. La taille de l’agresseur - déterminée par Murdoch grâce à l’angle de la blessure - et la taille des empreintes de pas retrouvées à côté de la victime laissent penser que le tueur est un enfant...
11. Meurtres à l'institut (Bad Medicine) : Francis Graw, un médecin psychiatre est assassiné en pleine nuit dans un parc à l’aide d’une arbalète. Murdoch se rend à l’institut dans lequel la victime travaillait afin d’y enquêter.
12. Complot royal (The Prince and the Rebel) : Crabtree doit servir de garde du corps à Alfred, un prince britannique, petit-fils (fictif) de la reine Victoria, tandis que Murdoch doit déjouer un complot destiné à assassiner ce même prince durant son voyage à Toronto. Le complot serait en lien avec le meurtre de Margaret Gilpatrick, une jeune irlandaise.
13. La Planète rouge (Annoying Red Planet) : Murdoch enquête sur la mort d’un homme retrouvé dans un arbre alors qu’il n’y a aucune empreinte de pas à proximité.

### Deuxième saison (2009)
1. La loi du Far West (Mild, Mild West) : un cowboy est tué lors d’une représentation d’un spectacle auquel il participait.
2. L’éventreur de Toronto (Snakes and Ladders) : Murdoch reçoit l’aide d’un inspecteur de Scotland Yard afin de traquer un tueur en série qui vient de débarquer à Toronto.
3. Dans la gueule du dinosaure (Dinosaur Fever) : un cadavre est découvert dans les mâchoires d’un dinosaure lors d’une présentation publique.
4. Le roi de l’évasion (Houdini Whodunit) : alors que Murdoch et ses collègues assistent à une représentation de l’illusionniste Harry Houdini, la banque qui jouxte le théâtre est attaquée, le gardien tué, le coffre vidé alors que la serrure considérée comme inviolable, est restée verrouillée. Un témoin affirme avoir vu le cambrioleur s’échapper de la banque et entrer dans le théâtre au moment des faits.
5. La fée verte (The Green Muse) : un cocktail Molotov est lancé dans une maison close, provoquant un incendie. En évacuant son personnel, la propriétaire découvre que Cora Devrow, une de ses filles a été égorgée.
6. Histoires de femmes (Shades of Grey) : une jeune femme est retrouvée dans une rivière. Selon les premiers examens post-mortem, elle est décédée à la suite d'une hémorragie provoquée par un avortement.
7. Le crime est une science (Big Murderer on Campus) : un professeur est assassiné sur le campus de l’université. Selon les premiers résultats de l’enquête, le tireur était placé au milieu de la foule. Pourtant, personne n’a rien vu.
8. L'arme absolue (I, Murdoch) : Murdoch suit un jeune garçon qui affirme avoir vu un géant et entendu des coups de feu au bord de la rivière où il pêchait.
9. Crabtree mène l'enquête (Convalescence) : à la suite d’une course-poursuite, Murdoch tombe d’une échelle et se blesse. Il doit rester chez lui, alité. Crabtree propose de le remplacer durant sa convalescence et enquête sur la mort d’un chef cuisinier italien. De son côté, Murdoch entend des bruits étranges provenant de l’appartement à côté du sien.
10. Murdoch.com (Murdoch.com) : une femme est retrouvée assassinée. Elle s'appelait Veronica Williams et travaillait pour une entreprise de télégraphie. L’enquête s’oriente rapidement vers un tueur en série qui sévit sur le télégraphe, arnaquant et tuant de jeunes femmes esseulées.
11. Meurtre à la synagogue (Let Us Ask the Maiden) : un jeune homme meurt durant une prière dans une synagogue. Les examens post-mortem concluent à un empoisonnement.
12. Le mystère du loup-garou (Werewolves) : un homme est assassiné, la gorge broyée par une mâchoire. Un témoin affirme avoir vu un loup-garou.
13. Murdoch, père et fils (Anything You Can Do) : Murdoch reçoit l’aide d’un inspecteur de la police montée qui traque un tueur dont la signature est d'arriver à faire passer ses meurtres pour des accidents.

### Troisième saison (2010)
1. L'inconnu de Bristol (The Murdoch Identity) : Murdoch se retrouve à Bristol (Angleterre), pourchassé par deux hommes, sans aucun souvenir de son identité.
2. La grande muraille (The Great Wall) : le corps de Curtis Cooper, un policier est retrouvé en plein quartier chinois. Tout semble accuser un commerçant du coin...
3. Victor, Victoria (Victor, Victorian) : un homme meurt lors de son intronisation dans une loge maçonnique. Les examens post-mortem révèlent qu’il s'agit en réalité d’une femme.
4. Enfant riche, enfant pauvre (Rich Boy, Poor Boy). Bobby, l’un des fils de l'inspecteur Brackenreid, est enlevé alors qu’il jouait dans un parc avec un camarade. Sa mère ne l’a quitté des yeux que pour porter secours à une femme agressée non loin d’elle...
5. Suspects multiples (Me, Myself and Murdoch). Alexander Taylor, qui allait fêter ses 60 ans, est tué à coups de hache chez lui. Sa femme est persuadée que c’est sa fille, Charlotte, qui est responsable. Celle-ci souffre de dédoublement de personnalité. Murdoch doit faire parler chaque personnalité afin de découvrir ce qui s’est réellement passé.
6. Ascenseur pour un tableau (This One Goes To Eleven) : Murdoch assure la sécurité d’un tableau de Rembrandt. Juste après une exposition publique dans un immeuble ultra-moderne, le tableau est convoyé par l’ascenseur. L’ascenseur descend sans s’arrêter et lorsqu’il arrive à destination, au premier étage, le garde est mort et le tableau a disparu.
7. Cirque sanglant (Blood And Circuses) : Dans un cirque, Kitty Walker, une dompteuse de tigre est dévorée par son animal - ce qui au début est considéré comme un simple accident. Mais l’enquête démontre rapidement que le tigre n’avait pas été nourri depuis plusieurs jours, afin de provoquer un accident.
8. Futur imparfait (Future Imperfect) : lors d’une présentation publique, à laquelle le détective Murdoch et le docteur Ogden sont conviés, un chien rapporte un bras humain coupé.
9. Le passé déterré (Love And Human Remains) : sur un chantier de construction, un ouvrier déterre des corps momifiés. Les examens post-mortem révèlent qu’ils sont morts empoisonnés au cyanure avant d’être enterrés. Comme les corps sont parfaitement conservés, les premières estimations font remonter leur mort à 4 ou 5 ans mais rapidement, l’enquête tend à démontrer que l’affaire est beaucoup plus ancienne...
10. Manoir hanté (Curse Of Beaton Manor) : un homme meurt en tombant par une fenêtre de son manoir après avoir vu une ombre derrière lui. Les examens post-mortem révèlent qu’avant de tomber et de se briser la nuque, l’homme a eu une crise cardiaque. Une domestique annonce que le manoir est hanté par le fantôme du frère de la victime, décédé quelques mois auparavant... Plusieurs personnes semblent avoir vu ce fantôme récemment. Murdoch met alors une équipe de policiers sur place afin de surveiller la maison et capturer le fantôme...
11. Le bourreau (Hangman) : Murdoch assiste à la pendaison d’un homme jugé et condamné pour meurtre. Lorsque le docteur Ogden reçoit le corps à la morgue, celui-ci revient à la vie et s’enfuit.
12. La vérité nue (In The Altogether) : une femme est retrouvée étranglée dans un parc. En fouillant son appartement, Murdoch et Crabtree trouvent des photographies sur lesquelles la victime apparaît nue. Après quelques investigations, il semblerait que la victime trempait dans une affaire de chantage.
13. L’effet Tesla (The Tesla Effect) : un homme est retrouvé mort dans une chambre d’hôtel. Selon les premiers examens post-mortem, le corps a cuit de l’intérieur. Nicolas Tesla intervient pour aider Murdoch. Il s’agirait du résultat d’un transfert de micro-ondes, en théorie. Mais aucune machine ne peut générer une telle puissance.

### Quatrième saison (2011)
1. Une vie en lambeaux (Tattered and Torn) : cela fait maintenant six mois que Julia est partie travailler à Buffalo. Murdoch doit cependant oublier ses déboires sentimentaux : des fragments de corps, coulés dans un bloc de béton, viennent en effet d'être retrouvés sur les bords d'une rivière...
2. Les commandos de sa majesté (Kommando) : un cadavre est découvert suspendu à une branche dans une forêt. Il s'agit d'un caporal membre d'une caserne militaire de Toronto. Selon le docteur Francis, l'homme aurait été violemment battu après son décès...
3. Imbroglio à Buffalo (Buffalo Shuffle) : Bien que le bureau de l'inspecteur Brackenreid ait été mis sens dessus dessous, Murdoch a l'air absent et prend quelques jours de congé. Il se rend à Buffalo où Julia l'a fait venir afin d'enquêter sur une mort suspecte...
4. Maîtres et domestiques (Downstairs, Upstairs) : Percival Jenkins est tué d'un coup de tisonnier chez lui. Personne n'ayant pu entrer dans le manoir, Murdoch soupçonne les membres de la famille et les gens de la maison. L'enquête va bien vite révéler le côté obscur de Jenkins...
5. Bons baisers de Paris (Monsieur Murdoch) : Monique Poirier, une Française en visite à Toronto, pour y voir sa sœur, Sophie, a disparu. Murdoch, assisté par un policier français envoyé par le père de la disparue, mène l’enquête quand le corps d'une femme, gravement brûlé à l'acide, est découvert...
6. Meurtre en modèle réduit (Dead End Street) : Murdoch observe une maquette d'une rue de Toronto et aperçoit un homme épaulant un fusil à l'intérieur d'une maison. Il en déduit qu'il s'agit de la reproduction d'une scène de meurtre...
7. Le trésor des confédérés (Confederate Treasure) : Murdoch rejoint Crabtree au bord du fleuve. Un cadavre vieux de trente-cinq ans vient d'être retrouvé. Il porte sur lui une flasque de gin avec un compartiment caché dont le contenu révèle le nom d'un premier ministre canadien. Rapidement, l'enquête devient « sensible » et implique les services secrets pour protéger un lourd secret que personne ne veut voir remonter à la surface...
8. Sur écoute (Dial 'M' for Murdoch) : une opératrice de téléphone entend une voix appeler à l'aide. Elle prévient la police. À l'aide du numéro d'appel, Murdoch retrouve l'adresse. La maison est vide, aucun cadavre. Mais au moment de partir, Murdoch a le regard attiré par des gouttes de sang à côté du téléphone...
9. La main noire (The Black Hand), : un homme du nom de Wilburt Delaury originaire de New York est retrouvé mort, assassiné dans la voiture d'un tramway. Le docteur Ogden extrait du corps une balle de pistolet. Murdoch s'étonne qu'on ait pu tuer un homme devant tout le monde sans que personne ait pu entendre quoi que ce soit. De retour à son bureau, Murdoch retrouve une vieille connaissance...
10. Messages divins (Voices) : le corps d'un prêtre est retrouvé enterré dans un couvent. En arrivant sur place, Murdoch s'aperçoit que la mère supérieure n'est autre que sa sœur, qu'il n'a pas vue depuis 15 ans. Après les examens post-mortem, Murdoch est persuadé que le meurtrier est dans le couvent...
11. Soif de sang (Bloodlust) : dans un pensionnat pour jeunes filles, une des pensionnaires est retrouvée noyée dans un bassin. L'examen post-mortem conclut à une mort par noyade, cependant la victime a un déficit de sang et deux trous au niveau de la jugulaire, comme une morsure. Murdoch interroge d'autres jeunes filles et certaines ont aussi ces traces au cou. Lorsqu'il leur demande de décrire « l'agresseur », elles donnent toutes une description d'un vampire. Il n'en faut pas plus pour exciter l'imagination de Crabtree et de la population...
12. Le voleur de baisers (The Kissing bandit) : un bandit poli et masqué entre dans la « Banque de Toronto », vole l'argent et s'enfuit avec, après avoir embrassé une des employées. Murdoch va devoir mettre tout en œuvre pour retrouver cet homme que personne ne peut identifier...
13. Murdoch au pays des merveilles (Murdoch In Wonderland) : Crabtree et Higgins sont appelés sur les lieux d'un crime. Un homme habillé en tortue est retrouvé mort dans sa chambre. En inspectant les lieux, les agents découvrent Murdoch dans la chambre à côté, profondément endormi. On retrouve aussi dans sa chambre le morceau du maillet qui a servi à tuer. Murdoch demande à être suspendu de l'enquête, et que celle-ci soit confiée à un autre inspecteur. C'est alors l'inspecteur Giles qui se charge d'enquêter. Mais comme tout semble accuser Murdoch, Brackenreid ne compte pas laisser son ami risquer la pendaison et décide de mettre tous les moyens en œuvre pour prouver son innocence...

### Web série: «La Malédiction des Pharaons» ( «The Curse of the Lost Pharaohs» ) (2011)
C'est une web-série d'animation racontant l'histoire du livre écrit par George Crabtree : La Malédiction des Pharaons. La série est diffusée au Canada en parallèle de la saison 4. L'histoire est écrite par Patrick Tarr, réalisée par Cal Coons et dessinée par Francis Manapul. Elle n'a pas été traduite en français.
1. Le cadavre disparu (The Vanished Corpse) : Les détectives Crabtree et Murdoch enquêtent sur la mort mystérieuse et inexpliquée de sept égyptologues locaux. Julia découvre qu'ils sont morts à cause de spores.
2. L'indice des hiéroglyphes (The Clue of the Hieroglyphs) : Crabtree et Murdoch découvrent un journal couvert de hiéroglyphes à côté de la dernière victime de la Momie et l'utilisent pour décoder un message secret révélant que leur vie est en danger. La momie est connue uniquement sous le nom de Sekhmet, également connue sous le nom de déesse égyptienne du châtiment. La reine Victoria prévoit une visite secrète.
3. Le long bras de la méchanceté (The Long Arm of Villainy) : Brackenreid arrive juste à temps pour sauver Crabtree et Murdoch des griffes de la Momie, qu'ils découvrent être plus humaine qu'ils ne le pensaient au départ. Malheureusement, l'homme est empoisonné et ils ne peuvent pas l'interroger. La boue séchée sur les bottes du mort provient des chutes du Niagara. L'équipe fait naviguer le Clarissa jusqu'aux chutes du Niagara mais doit abandonner le navire via un canot de sauvetage car il est attaqué par les hommes de main de Sekhmet.
4. Compagnons perdus et nouveaux amis (Lost Companions and New Friends) : Les hommes de main de Sekhmet tirent des boulets de canon et George est touché. Il se réveille et découvre qu'il est le seul survivant. Il suppose que les autres ont été kidnappés par les hommes de Sekhmet. Soudain, Murdoch arrive, heureux de voir que George est vivant. Cependant, Julia et Brackenreid ont été kidnappés.
5. L'attaque des scarabées (Attack of the Scarabs) : George et Murdoch se rendent au poste de police le plus proche. Alors qu'il parle au chef, les lumières s'éteignent et le chef est tué par des scarabées mécaniques. Murdoch installe un lance-flammes et tue les scarabées avant qu'ils ne puissent tuer George et lui. Ils sont assaillis par de nombreux malfaiteurs.
6. L'énigme du crâne (The Enigma of the Skull) : Sanura emmène George et Murdoch aux chutes du Niagara car elle connaît bien la région. Ils trouvent le repaire souterrain de Sekhmet. L'étrange amulette trouvée sur le mort est la clé pour entrer dans l'antre.
7. Une surprise malvenue (An Unwelcome Surprise) : George et Murdoch sont jetés en prison par les voyous. En prison, ils entendent la voix de Brackenreid. Sanura est une descendante des pharaons et veut récupérer son héritage.
8. D'évasions impossibles et de retrouvailles joyeuses (Of Impossible Escapes and Joyful Reunions) : La reine Victoria arrive pour sa visite secrète sans se douter de ce qui l'attend. Murdoch utilise leurs montres pour s'échapper de leurs cellules. Ils sont accueillis par deux malfrats. Lorsque les lumières s'éteignent, Brackenreid et Julia se débarrassent d'eux. Ils remontent à bord du Clarissa et retournent à Toronto.
9. Une tournure malheureuse des événements (An Unfortunate Turn of Events) : Leur arrivée est attendue et le Clarissa est détruit. George est kidnappé par Sekhmet. Sekhmet lui dit que ses amis sont morts et la reine aussi. Sanura revient pour s'excuser auprès de George et l'aider. Mais Sekhmet l'attrape et ils découvrent qu'il est tout à fait humain. Sekhmet s'avère être le père de Sanura qu'elle pensait mort.
10. La clé du salut (The Key to Salvation) : Sekhmet veut venger la mort de sa femme, assassinée par l'Empire britannique. Sekhmet tente de tuer George mais Sanura saute devant George et lui sauve la vie, mais perd la sienne. Alors qu'elle meurt, Sanura donne quelques chiffres à George mais il ne sait pas ce qu'ils signifient.
11. Le dernier espoir de Sa Majesté (Her Majesty's Last Hope) : Pendant ce temps, Brackenreid, Julia et Murdoch avertissent la reine. George arrive et ils élaborent un plan pour protéger la reine. Julia doit emmener la reine au coffre-fort, Brackenreid pour combattre les voyous, et George et Murdoch pour trouver le bio-canon (la source des spores mortelles). Sekhmet apparaît.
12. Dernier combat pour l'Empire (Last Stand for the Empire) : Murdoch combat Sekhmet et George tente de désarmer le bio-canon ; les numéros que Sanura a donnés à George comme combinaison du verrou du canon. Malgré tous les efforts de Georges, le canon explose.
13. Humbles héros et nouvelles aventures (Humble Heroes and New Adventures) : Des flics et des soldats de partout se précipitent vers la banque pour voir ce qui s'est passé. Heureusement, les réservoirs de spores ont été déconnectés au dernier moment, de sorte que les spores mortelles n'ont pas été libérées. Mais Sekhmet a disparu. La Reine propose à l'équipe des postes de force de sécurité privée pour le palais de Buckingham. Ils refusent. Ils découvrent qu'une araignée mécanisée est en liberté dans la ville et laisse la reine pour aller la combattre.

### Cinquième saison (2012)
1. Le silence est d'or (Murdoch of the Klondike) : Murdoch est prospecteur d'or dans les montagnes canadiennes du Klondike. La tenancière d'un saloon est accusée de meurtre mais clame son innocence. Murdoch réendosse alors son costume de détective pour tirer cette histoire au clair.
2. La Balle magique (Back and to the Left) : lors d'une manifestation publique (la Marche Orange), un conseiller du maire est abattu par un tir d'arme à feu, tandis que le maire qui était visé en réchappe de justesse. Murdoch est de retour à son ancien poste. Les premières constatations post-mortem permettent de calculer la trajectoire de la balle. Sur les lieux, Murdoch détermine que le tireur se situait au premier étage d'un immeuble. D'ailleurs, il y trouve la douille d'une cartouche de fusil. Les photographies prises sur place permettent à Murdoch d'interroger son premier suspect...
3. La Malédiction de la reine de Ma'at (Evil Eye Of Egypt) : lors d'une exhibition publique où l'on doit procéder à l'ouverture d'un sarcophage de momie égyptienne, un archéologue est mordu par un serpent. Rapidement, la légende de la malédiction de la momie réapparaît dans tous les esprits. Mais Murdoch penche plutôt pour des éléments plus naturels.
4. Menace terroriste (War on Terror) : une bombe explose dans le magasin d'un commerçant, heureusement sans faire de victimes graves (juste des blessés). L'agent Meyers (services secrets canadiens) affirme que cette bombe pourrait avoir été placée par des anarchistes qui veulent s'attaquer au Président des États-Unis, dont la visite est prévue pour bientôt. Murdoch infiltre donc les milieux anarchistes pour les observer de l'intérieur. Mais ayant un doute sur cette piste, il demande à Crabtree de continuer l'enquête...
5. Meurtre à l'Opéra (Murdoch At The Opera) : durant une répétition de La Bohème, la diva se dispute avec son partenaire et quitte la scène. Elle est remplacée sur le champ par une autre chanteuse, qui meurt immédiatement après avoir bu une gorgée d'un verre de vin. Dans son dernier souffle, elle murmure "Viola"...
6. La Voiture de demain (Who Killed The Electric Carriage?) : un inventeur est retrouvé mort, pendu dans son atelier. Les premières constatations post-mortem révèlent qu'il a d'abord été étranglé. La victime travaillait sur une invention révolutionnaire : un accumulateur nickel-cadmium...
7. Plongée dans les bas-fonds (Partie 1) (Stroll On The Wild Side (Part One)) : une jeune bibliothécaire disparaît après son travail et est retrouvée morte dans un bois. Murdoch découvre que cette jeune femme, timide dans la vie courante, avait en réalité une double vie...
8. Plongée dans les bas-fonds (Partie 2) (Stroll On The Wild Side (Part Two)) : Murdoch enquête dans le Devil's Drum et croise une jeune femme qui détonne avec le lieu et dont l'attitude ressemble beaucoup à la bibliothécaire disparue. Il l'accoste afin de l'interroger discrètement et elle lui donne rendez-vous dans une chambre d'hôtel. Lorsqu'il s'y rend, il la retrouve morte, étranglée elle aussi.
9. Le Salon des inventions (Invention Convention) : Murdoch est appelé sur les lieux d'un concours d'inventions par l'un des participants qui a reçu des menaces de mort s'il gagnait le prix. L'homme remporte le prix et monte sur l'estrade pour faire son discours. Quelques instants plus tard, sous les yeux de tous, il est abattu d'une balle dans la tête. Murdoch fait fermer les portes du bâtiment et commence son enquête. Il est persuadé qu'un des participants est l'assassin...
10. Voyage dans l'au-delà (Staircase to Heaven) : le docteur Grace est assise à une table et joue aux cartes avec des amis. Comme ils manquent de lumière, l'un d'eux se lève pour allumer une nouvelle lampe. À ce moment précis, les plombs sautent et tout le monde se retrouve dans le noir. Lorsque quelqu'un revient avec une lampe à pétrole, un des invités se tient la gorge et décède peu après.
11. Jeu de piste (Murdoch in Toyland) : une fillette est enlevée chez elle en pleine nuit. Dans son lit, le ravisseur a laissé une poupée. Lorsque Murdoch arrive, il découvre que la poupée est un modèle qui parle, mais au lieu du message habituel, celui-ci lui est personnellement destiné. L'enlèvement ne servait qu'à attirer son attention. Le ravisseur lance un défi macabre à Murdoch...
12. Coup de crosse à Toronto (Murdoch Night in Canada) : après un entraînement, deux joueurs de hockey de l'équipe de Toronto se disputent dans les vestiaires. L'un décoche un coup de poing à la mâchoire de l'autre. Sous le choc, sa tête heurte un placard. Il se relève et s'assied, saignant un peu au nez et à la tête. Plus tard, il est retrouvé mort, dans les vestiaires. Le joueur qui l'avait agressé est immédiatement suspecté. Les examens post-mortem révèlent que ce n'est pas un décès à la suite de la bagarre, mais à cause d'un second coup, survenu plus tard et destiné à le tuer.
13. La Machine à explorer le temps (Twentieth Century Murdoch) : un homme est arrêté par la police. Il demande à être relâché le plus rapidement possible car un homme doit être abattu et il doit le sauver. Comme les policiers ne semblent pas vouloir le libérer, il frappe l'inspecteur Brackenreid et s'enfuit, poursuivi par Murdoch et Crabtree. L'inconnu arrive alors juste à temps pour sauver un homme qui allait être abattu en pleine rue. Lorsqu'on l'interpelle et qu'on lui demande comment il a fait pour tout savoir à l'avance, il explique qu'il a vu cet assassinat dans le futur. Murdoch demande au docteur Roberts de rendre un avis psychiatrique. Pendant qu'il est en observation, l'homme s'échappe de nouveau et sauve la vie d'un enfant qui allait être renversé par une charrette...

### Web série: «L'Effet Murdoch» ( «The Murdoch Effect» ) (2012)
Située chronologiquement avant la sixième saison, cette aventure de Murdoch est composée de six parties de 4 minutes. Elle est mise sur le site de FranceTV le 25 août 2017. L'histoire est écrite par Michelle Ricci et réalisée par Laurie Lynd.
1. Première partie : 1899, Toronto : Murdoch et Crabtree doivent livrer une rançon pour l'enlèvement de la fille du millionnaire Rupert Crandall, Emily. Mais alors qu'ils se rendent au lieu du rendez-vous, Crabtree par accident assomme Murdoch qui se réveille dans le Toronto de 2012. Il fait équipe avec George qui a un nouveau look : celui d'un policier en civil avec jeans et blouson de cuir. Ils doivent aussi retrouver dans cette réalité alternative Grace Crandall. Ils se rendent grâce aux informations de Julia, une policière sous couverture de la brigade des stupéfiants, dans le building du plus gros bookmaker de la ville : Brackenreid.
2. Deuxième partie : Après avoir eu une altercation avec Henri Higgins, le garde du corps de Brackenreid, le trio emmène le suspect au poste pour un interrogatoire. Murdoch est stupéfait par les avancées technologiques. Il confie son étonnement devant la glace sans tain qu'il trouve ingénieuse pour pouvoir évaluer les attitudes des suspects. Julia le trouve bizarre. Mais l'avocat de Brackenreid le fait relâcher sans attendre. Crabtree est furieux et le fait savoir à son capitaine. Alors que les trois policiers vont vers l'ascenseur, Grace Crandall en sort et s'évanouit dans les bras de Murdoch.
3. Troisième partie : Grace témoigne qu'elle ne se souvient plus de rien à part une odeur sucrée. Julia file Grace dans un immeuble alors que Murdoch et George font une planque devant le bar de Brackenreid. William est de plus en plus surpris par les commodités du XXIe siècle et découvre le portable. Julia les appelle pour les prévenir que Grace lui a faussé compagnie. Elle est alors mise en joue par Higgins.
4. Quatrième partie : Brackenreid sort de son bar et fait signe aux deux policiers qui lui ont servi d'alibi alors qu'Higgins enlevait Julia. George a décidé de continuer l'enquête tout seul mais Murdoch n'est pas de son avis. Le policier frappe au visage de Murdoch qui se retrouve à nouveau en 1899 en laissant l'officier Julia Ogden en danger en 2012.
5. Cinquième partie : Murdoch parvient à convaincre le capitaine Brackenreid de 1899 que le docteur Emily Grace et Mily Crandall ne sont qu'une seule et même personne et que le principal suspect de son enlèvement est son bookmaker car elle a toujours été une joueuse invétérée. Il apprend que Julia se trouve au Flatiron, le pub du capitaine. Il demande à George de lui donner un coup de poing pour se retrouver à nouveau en 2012. Il rejoint Crabtree qui fait le guet devant le bâtiment. Ils décident tous deux d'entrer en force dans l'immeuble par la porte d'entrée.
6. Sixième partie : Murdoch et Crabtree découvrent qu'en fait Emily avait planifié un faux enlèvement avec la complicité de son amoureux Brackenreid. Julia avait tout découvert et avait été enlevée. Après avoir arrêté les deux tourtereaux, Murdoch fait une photo avec l'officier Ogden et le détective Crabtree. Murdoch demande une nouvelle fois à Crabtree de lui donner un coup de poing. Il se retrouve en 1899 et informe Brackenreid et Crabtree qu'Emily prend le train pour Buffalo avec son faux ravisseur comme en 2012. Julia et William se promènent dans le jardin des plantes. Le policier sort de sa poche droite le portable de 2012 avec la photo des trois policiers faisant la pause.

### Sixième saison (2013)
La sixième saison a été diffusée du 7 janvier au 15 avril 2013 à la suite de la rediffusion de la cinquième saison sur CBC qui a débuté le 17 septembre 2012.
1. La Conquête du ciel (Murdoch Air) : un avion s'écrase en plein Toronto. Sur les lieux du crash, Murdoch et Crabtree découvrent le corps d'un mort et celui d'un cochon. Murdoch fait rapatrier l'avion dans un hangar afin de le reconstituer et l'étudier. Il arrive rapidement à la conclusion que le créateur de l'avion n'est autre que James Pendrick. Il lui rend alors visite. Pendrick explique qu'il s'agissait d'un vol d'essai pour participer à une compétition avec une récompense d'un million de dollars à la clef et lui montre l'aéronef qu'il a construit. Mais les deux hommes sont agressés et anesthésiés. À leur réveil, le prototype a disparu. Pendant ce temps, Julia Ogden tente de faire annuler son mariage.
2. Du sang et des larmes (Winston's Lost Night) : Murdoch est appelé pour un meurtre dans un hôtel. Lorsqu'il arrive sur place, il réveille l'occupant de la chambre qui n'est autre que Winston Churchill. À côté de lui, le corps de l'un de ses amis, visiblement tué par une épée. Churchill raconte qu'il est sorti la veille avec son ami, qu'ils ont bu et qu'il ne se souvient plus de la suite. Il est conduit au poste pour un interrogatoire. Le docteur Grace détermine que la victime a été transpercée de part en part par une épée. Or, les traces de sang relevées sur l'arme ne correspondent pas à la blessure. Murdoch accompagne donc Churchill dans les rues de Toronto afin de reconstituer son emploi du temps et tenter de lui faire recouvrer la mémoire.
3. Au diable les bonnes manières (Murdoch on the Corner) : Murdoch est appelé pour enquêter sur la mort d'un homme, assassiné sur le pas de sa porte alors qu'il rentrait chez lui après avoir acheté des cadeaux pour sa femme. Très vite, les meurtres se multiplient. Toutes les victimes ont fréquenté le même quartier. Murdoch, Higgins, Crabtree et Brackenreid commencent alors à surveiller le quartier afin de relever tout comportement inhabituel.
4. Quand Murdoch rencontre Sherlock (A Study in Sherlock) : Murdoch est appelé sur les lieux d'un braquage. Un des braqueurs a été exécuté par l'un de ses complices. Sur les lieux, le détective rencontre un témoin qui semble être au courant des événements - ou très observateur. Lorsque Murdoch lui demande son nom, le témoin se présente : Sherlock Holmes.
5. Murdoch au naturel (Murdoch Au Naturel) : des garçons jouent dans une forêt et découvrent un squelette. Murdoch est appelé sur place et décide d'interroger le propriétaire des lieux. Murdoch découvre rapidement que cet homme vit dans un camp de naturistes à proximité et en arrive à la conclusion que l'un d'eux est peut-être le meurtrier. Il faut donc envoyer une personne sur place afin d'enquêter depuis l'intérieur de la communauté.
6. Le Nuage de mort (Murdoch and the Cloud of Doom) : le maire de Toronto reçoit un courrier contenant un film et une lettre. Le film montre un homme tuant un chien à l'aide d'un gaz. La lettre réclame une rançon. Murdoch demande conseil auprès d'un spécialiste afin de savoir quel type de gaz pourrait provoquer la mort de cette façon ainsi que sa dangerosité. Bien vite, il ne reste plus aux autorités que deux solutions : évacuer la ville ou payer la rançon.
7. Le Fantôme de Queen's Park (The Ghost of Queen's Park) : Murdoch et Crabtree sont appelés sur les lieux d'une mort étrange. Un homme est tombé dans le vide après avoir été attaqué par un fantôme. Et le gardien de nuit a assisté à la scène, il peut confirmer. Contrairement à Murdoch, Crabtree n'écarte pas l'hypothèse d'un phénomène surnaturel. Aidé du docteur Grace, il est bien déterminé à la prouver.
8. Au malheur des dames (Murdoch in Ladies Wear) : Murdoch et Crabtree sont appelés dans un magasin de vêtements pour dames. Le gérant de la boutique a été retrouvé mort. Les premières observations concluent à un meurtre. Murdoch interroge les employées qui ont aperçu un homme sur les lieux peu avant l'incident. Les enquêteurs partent donc à la recherche de cet homme.
9. Frères d'armes (Victoria Cross) : Murdoch et Crabtree sont appelés sur une scène de crime. Un commerçant a été retrouvé mort dans sa boutique, assassiné. Un témoin, une jeune femme, est retrouvée dans une rue adjacente. Elle n'est pas morte, mais reste paralysée à la suite de son agression. Pendant ce temps, Brackenreid enquête sur la mort d'un vieil ami. Héros de guerre, décoré de la croix Victoria, emprisonné, il a été retrouvé mort, pendu dans sa cellule. Mais le docteur Grace détermine que l'homme ne s'est pas pendu tout seul.
10. Femmes savantes (Twisted Sisters) : une femme est découverte assommée et noyée au bord d'une rivière. Pour seul indice, Murdoch trouve sur elle un morceau de bijou brisé. Puis une seconde femme est retrouvée, tuée dans les mêmes circonstances, avec un second morceau du même bijou dans une de ses poches. Murdoch va devoir déterminer ce qui relie ces victimes. Et ce qu'il entrevoit semble avoir débuté des années auparavant, par une noyade bien étrange.
11. Les Amants maudits (Lovers in a Murderous Time) : Murdoch et Crabtree sont appelés dans une écurie où un homme a été tué, transpercé par une fourche. À l'extérieur, Crabtree tombe sur une dame qui semble en savoir beaucoup, alors que personne n'a pu pénétrer sur les lieux du crime. Murdoch, lui, interroge le concierge de l'hôtel dans lequel la victime était descendue et apprend qu'un autre homme a quitté les lieux peu après l'heure du crime. Murdoch fouille sa chambre et trouve des chaussures qui correspondent à une empreinte laissée à côté du corps de la victime. Les policiers ramènent donc les deux suspects au poste et après un interrogatoire, ceux-ci avouent le meurtre, chacun de leur côté. Un crime et deux suspects. Murdoch va devoir déterminer ce qui s'est réellement passé.
12. Crime rationnel (Crime and Punishment) : Darcy est abattu chez lui. Et deux témoins accusent de façon formelle le docteur Ogden qui se trouvait sur les lieux au moment du crime. Murdoch étant trop proche du suspect principal, il est dessaisi de l'enquête et c'est l'inspecteur principal Giles qui la prend en main. Murdoch est toutefois déterminé à aider son amie. Mais plus il enquête, plus les preuves s'accumulent.
13. Petits jeux entre ennemis (The Murdoch Trap) : Murdoch se réveille dans une cage, entre les mains de James Gillies. Son ravisseur lui soumet deux choix : soit il sacrifie celle qu'il aime, soit il se sacrifie pour la sauver. Murdoch ne dispose que de peu de temps pour prendre sa décision.

### Septième saison (2013)
Le 2 avril 2013, CBC a renouvelé la série pour une septième saison de 18 épisodes diffusée du 30 septembre 2013 au 7 avril 2014.
1. À l'eau Murdoch ? (Murdoch Ahoy) : Le détective Murdoch et l'inspecteur Brackenreid sont appelés sur un bateau de luxe dont le propriétaire, avant la traversée d’inauguration, a reçu une menace assez détournée. Par prudence, nos deux agents préfèrent rester à bord, ce qui les mènera à enquêter sur la disparition d'une jeune fille qui semble être passée par-dessus bord...
2. Les Dessous de la Petite Reine (Tour de Murdoch) : Alors que Murdoch se retrouve participant à une course à vélo, Joe Fenton, l'un de ses adversaires, tombe en pleine épreuve mort empoisonné. Une enquête commence à travers le monde de la compétition où les rivalités ne vont en rien faciliter l'enquête de l'inspecteur. Alors que Julia doit mettre en vente la maison de son défunt mari, Leslie Garland, le frère cadet de Darcy, souhaite venir s'installer à Toronto...
3. Les Aventures cinématographiques de l'inspecteur Murdoch (The Filmed Adventures of Detective William Murdoch) : James Pendrick est de retour, cette fois-ci en tant que réalisateur de films, les premiers films avec prise de son. Cependant, quelqu'un semble à plusieurs reprises vouloir tuer Mr Pendrick. Murdoch et Crabtree se retrouvent à jouer la comédie...
4. L'Affaire de la gouvernante disparue (Return of Sherlock Holmes) : Une vieille connaissance du détective est de retour : Sherlock Holmes ! Un corps est retrouvé dans une chambre d’hôtel. À l'arrivée de la police, M. Holmes est déjà en train d’enquêter, enquête qui le mènera à rencontrer un jeune garçon très futé, avec qui ils vont résoudre la disparition de sa nourrice...
5. Les Morts-vivants (Murdoch of the Living Dead) : Une femme est retrouvée morte, Murdoch et Crabtree mènent alors leur enquête. Cependant pendant l'interrogatoire, le mari de la victime n'est pas très coopératif. Quelques jours après, ce qui semble être une armée de zombies attaque Toronto. Ce sera grâce aux deux sublimes docteurs que Murdoch fera le lien avec un certain Docteur Battes...(rencontré dans "The Nightmare on Queen Street")
6. Une araignée au plafond (Murdochophobia) : Le Docteur Julia Ogden travaille sur le traitement de la phobie avec certains de ses patients à l'asile. Le détective Murdoch se retrouve à enquêter sur ces travaux, lorsque l'une des patientes de Julia est retrouvée morte. Quelqu'un semble chercher à tuer les patients du Docteur Ogden en utilisant leurs peurs. Certains souvenirs du détective Murdoch vont refaire surface à travers une phobie quelque peu surprenante...
7. Les Dents du lac (Loch Ness Murdoch) : Alors que l'inspecteur Brackenreid se délasse sur la plage au bord du lac Ontario, une participante au concours de Miss Pureté est retrouvée morte sur le sable. L'inspecteur Brackenreid est persuadé avoir vu un monstre marin dans le lac et demande à Murdoch d'enquêter dessus, tandis que Crabtree s'occupe de l'affaire de Miss Pureté...
8. Le Pirate de Terre-Neuve (Republic of Murdoch) : Cet épisode est un "crossover" avec la série canadienne Republic of Doyle. Un meurtre mène le détective Murdoch et l'agent Crabtree jusqu'à l'île de Terre-Neuve, d'où est originaire Crabtree. Après avoir rendu visite aux tantes du jeune agent, Murdoch et Crabtree se retrouvent à la recherche des bouts d'une ancienne carte au trésor...
9. Train de nuit pour Kingston (A Midnight Train to Kingston) : James Gillies est remis à la garde du poste de police no 4, afin d'être déplacé puis exécuté. Cependant une fois dans le train, rien ne se passe comme prévu, Gillies manipulant des anciens détenus avec une fausse histoire de trésor afin de tenter d'échapper au détective Murdoch...
10. Murdoch mène la danse (Murdoch in Ragtime ) : La troupe des "Jubilee Singers" est en ville pour une série de concerts, et l'un de ses membres est retrouvé mort dans une ruelle. L'inspecteur Brackenreid se joint à Murdoch pour cette enquête. Julia et William se trouvent soulagés par la disparition de James Gillies...
11. Voyage au centre de Toronto (Journey to the Centre of Toronto) La ville de Toronto est le théâtre d'une série de cambriolages. Les malfrats passent par les sous-sols après avoir creusé des tunnels à l'aide d'une invention nouvelle, l'excavatrice. Afin de localiser l'appareil, le détective Murdoch a recours au sismographe, un procédé scientifique de son invention...
12. Affaire déclassée (Unfished Business) Mourant, un homme d'affaires avoue avoir tué sa femme huit ans auparavant. Il indique aussi l'emplacement du corps et le mode opératoire du meurtre, mais l'enquête révèle des incohérences et les éléments fournis par le mourant renvoient à un second meurtre commis à la même époque...
13. Escroc contre escroc (The Murdoch sting) Ian Worthington, le président de la Canadian Bank a disparu. Plusieurs éléments de la scène de crime laissent penser à un enlèvement. Worthington avait téléphoné à un notable de Toronto afin de lui demander la main de sa fille illégitime, Cassie Chadwick. Or, il s'avère que celle-ci n'est âgée que de quatre ans. L'affaire se complique lorsque l'on découvre deux autres Cassie Chadwick. Si l'une se présente au commissariat, l'autre est repérée dans un hôtel et s'avère être une vieille connaissance de Murdoch, la troublante Eva Pearce...
14. Vendredi 13, 1901 (Friday 13,1901) Murdoch est désespéré. Sous la menace de Gillies, Julia a dû refuser sa demande en mariage. De leur côté, Crabtree et Émilie se séparent après une dispute. Pour retrouver le sourire, Murdoch et Crabtree font du curling. Pendant ce temps, en vacances, avec l'aide du Docteur Grace, le Docteur Ogden traque un tueur qui a assassiné l'une de ses amies...
15. L'Espion qui venait dans le froid (The spy who came Up to the Cold) Murdoch pourchasse des anarchistes responsables de la mort du président des États-Unis William McKinley avec l'aide de Terrence Meyers, des Services Secrets du Canada et de Alenn Clegg des Services Secrets des États-Unis... Parmi les suspects, l'activiste russe Emma Goldman.
16. Petit Scarabtree (Kung fu Crabtree) Un diplomate chinois est assassiné lors d'un dîner. Rapidement, l'un des plongeurs du restaurant apparaît comme suspect. Mais l'agent Crabtree va découvrir que les choses ne sont pas si simples. Pendant ce temps, Murdoch, qui a pris un congé, essaye avec Julia de résoudre le cas James Gillies...
17. Une explosion de silence (Blast of silence) Richard Welsh, directeur d'une usine, a été retrouvé attaché à un poteau, une bombe fixée à la ceinture. Son tortionnaire veut protester contre les nuisances sonores que pourraient générer sa nouvelle fabrique...
18. La Mort du docteur Ogden (The Death of Dr Ogden) Le docteur Julia Ogden rend visite à son père également médecin, mais à son arrivée, il est décédé. Son praticien traitant évoque une insuffisance cardiaque, mais la boîte de médicaments prescrits est encore intacte. Julia décide de pratiquer une autopsie et découvre que le cœur de son père était en bon état. Murdoch vient lui prêter main-forte. Dans le même temps, Brackenreid et Crabtree tentent de réfléchir « à la Murdoch », afin de résoudre une affaire apparemment insoluble...

### Huitième saison (2014-2015)
La huitième saison a été diffusée du 6 octobre 2014 au 30 mars 2015, sur le réseau CBC. Cette saison comporte 18 épisodes. L'obtention du droit de vote pour les femmes en est un thème récurrent.
1. Sur les docks (première partie) (On the Waterfront, Part 1) : Un commerçant des docks de Toronto, Richard Dawkins, est sauvagement assassiné lors d'un dîner. Murdoch apprend rapidement qu'il souhaitait revendre sa boutique. L'un des convives du tragique dîner lui apprend également que la victime aurait eu des activités plus louches.
2. Sur les docks (seconde partie) (On the Waterfront, Part 2) : L'enquête sur les docks progresse. Elle rejoint bientôt l'enquête que menait Brackenreid avant d'être violemment agressé et laissé pour mort. Ce dernier décide de se remettre à enquêter en marge de la police.
3. Gloire passée (Glory Days) : Bat Masterson, l'ancien marshall américain, dont les exploits ont défrayé plus d'une fois la chronique, est devenu journaliste sportif. Au cours d'un tournoi de boxe qu'il est venu couvrir, il repère Butch Cassidy et le Kid, et dégaine. Higgins et Jackson l'arrêtent. Quand Brackenreid le libère et découvre qui il est, il lui déroule le tapis rouge. C'est ainsi que commence la traque des célèbres hors-la-loi, dirigée par Bat Masterson, assisté du détective Murdoch et de l’inspecteur Brackenreid.
4. De la fugue à la valse (Holy Matrimony, Murdoch) : Alors que Murdoch et Julia s'apprêtent à se marier, Julia est appelée à témoigner comme expert au procès de Marie Thompson, accusée d'avoir poignardé son mari. Julia juge l'accusée irresponsable pénalement et préconise l'internement à vie. Le procureur, lui, reste persuadé de la culpabilité de Marie. Quelques heures plus tard, Julia reçoit une carte lui indiquant que Marie Thompson serait innocente. La carte mène les deux enquêteurs à l'Empress Hôtel où Marie Thompson s'est enregistrée sous un nom d'emprunt, et où elle a été vue le soir du meurtre de son mari.
5. Lune de miel à Manhattan (Murdoch takes Manhattan) : En lune de miel à New York avec le docteur Ogden, Murdoch déjoue un attentat contre le président des États-Unis. Pendant ce temps, l'inspecteur Brackenreid et le constable Crabtree mènent une enquête au sujet d'un accident de la route qui masque un meurtre.
6. Une admiration sans limites ( the Murdoch Appreciation society ) : Randolph Sampson, un avocat, est retrouvé mort dans un parc. Trois pages extraites de la nouvelle de Mark Twain Plus fort que Sherlock Holmes sont retrouvées sur son cadavre. Crabtree enquête sur la disparition du cadavre du professeur de philosophie Richardson à la faculté de médecine. Le professeur de médecine Dempsey s'apprêtait à étudier son cerveau afin d'établir une théorie entre la densité du cerveau et l'intelligence. Murdoch se rend compte que les deux affaires sont liées.
7. Un loup dans la bergerie (What lies buried) : Alors que le poste de police est en rénovation, un squelette y est retrouvé dans une dalle de béton. Le nom de l'agent Finch disparu le 21 juin 1881, veille du jour où la dalle de béton a été coulée, est évoqué. La cause du décès semble un coup porté à la tempe. L’enquêteur de l'époque, Giles, est associé à l'enquête sur ce meurtre non élucidé.
8. Haute Tension (High voltage) : Lors d'une foire en ville, un exposant, Frederik Longfellow, est retrouvé mort dans une chambre d'hôtel. Le corps est dans une étrange posture sur une chaise dont la victime était l'inventeur. Longfellow, arrivé la veille au soir en compagnie d'une femme de petite vertu, occupait la chambre 206 louée la veille par Thomas Edison. Or ce dernier affirme qu'il n'a jamais loué cette chambre. Son fils, Thomas Edison junior, fait partie des inventeurs. Il affirme qu'il se trouvait dans une taverne une bonne partie de la nuit, mais ne se souvient pas de l'autre partie !
9. La Mascarade des perdreaux (The Keyston constable) : Un célèbre humoriste est retrouvé mort dans une ruelle, après la fin d'un Vaudeville dont il est la vedette. Brackenreid et Murdoch se rendent en premier lieu au théâtre dans lequel la victime se produisait afin d'enquêter sur les collègues et concurrents, dont W.C. Fields. Sur la scène du crime, Murdoch repère une femme parmi les badauds.
10. Murdoch et le temple de la mort (Murdoch and the temple of death) : À la pêche avec ses fils, Brackenreid ne pensait pas tomber sur le cadavre d'un individu, le front transpercé d'une flèche. Murdoch relève que la flèche faisait partie d'un mécanisme complet. Des indices trouvés sur le mort conduisent Murdoch et Crabtree à Markham. Le propriétaire d'une pension se rappelle avoir vu la victime en compagnie d'un autre homme. Ils cherchaient un temple caché dans les bois environnants. Cette enquête les amène sur les traces de Joseph d'Arimathie qui aurait récupéré le sang du Christ dans une coupe au moment de la Passion.
11. Tout ce qui brille (All that glitters) : Un homme s’écroule devant le poste de police et décède aux pieds de deux agents. Edward Graham, arpenteur-géomètre, travaillait sur la construction d’un chemin de fer. Murdoch apprend en commençant l’enquête qu’il était arrivé le matin même à Toronto et devait y rencontrer un député. Pendant ce temps, le Dr Ogden tente de convaincre Brackenreid d'exposer une de ses peintures dans une galerie d'art afin de gagner un prix. Alors que Brackenreid hésite afin de ne pas paraître ridicule, un peintre du nom de Tom Thompson le convainc toutefois de participer à l'exposition. Mais peu de temps après, la peinture est volée.
12. Le diable s'habille en corset (The Devil Wears Whalebone) : Tandis que Mme Héloïse présente sa nouvelle ligne de corsets, un groupe de militantes de la Ligue du droit de vote pour les femmes manifeste devant sa boutique. Soudain, un des mannequins, porteuse de la pièce maîtresse des corsets, s'écroule, touchée à la tête par une brique lancée de l'extérieur. Murdoch apprend l'existence d'une lettre reçue par Mme Héloïse sur laquelle figuraient les mots « Les corsets tuent ». Après enquête, il identifie l'auteur du jet de brique. Il s'agit de Lilian Moss de la Ligue du droit de vote des femmes. Mais l'autopsie révèle une mort par asphyxie.
13. Les Incurables (The incurable) : Une des infirmières de l’asile où travaille Julia est retrouvée morte dans l’enceinte de l’établissement. L’arme du crime est un couteau subtilisé au gardien. Tout accuse Rose Maxwell, patiente internée après avoir commis plusieurs meurtres, qui passe aux aveux.
14. Le Gang des longs jupons (Toronto's girl problem) : Lilian Moss, l'une des suffragettes amie d'Emily, l'emmène dans une soirée où tout est permis. Le lendemain, appelée sur la scène d'un crime, elle reconnaît la jeune femme assassinée. Elle rencontre le neveu de Brackenreid muté dans le commissariat de son oncle et qui le pousse sur le devant de la scène.
15. L'habit ne fait pas le moine (Shipwreck) : La femme de ménage d'une paroisse francophone et catholique a été assassinée. Murdoch apprend qu'un supérieur doit arriver et lorsqu'on lui communique son nom, père Keegan, il est aux anges car le religieux est son mentor. Ce dernier, reconnu très bon diplomate, va de paroisse en paroisse aider ses confrères.
16. Un mythe s'écroule (Crabtree Mania) : George Crabtree, accompagné d'Edna et Simon, va voir des catcheurs se battre. Le fils d'Edna, grand fan, essaie d'obtenir le plus d'autographes possibles. L'un des catcheurs est retrouvé mort.
17. Un vote à couper le souffle (Election Day) : Crabtree, devenu inspecteur, dirige sa première enquête. Les élections ont lieu, et Julia et les suffragettes essaient de convaincre quelques hommes de voter pour la première femme à se présenter. Découvrant que dans l'un des bureaux de vote le nom de leur candidate a été omis, elles empêchent la tenue des élections en attendant que leur avocate fasse le nécessaire. Peu de temps après l'ouverture des bureaux de vote, un homme est retrouvé mort étranglé. Mais les services secrets perturbent l'enquête car quelqu’un s’est débrouillé pour voler l’identité d’un soi-disant espion et être assassiné sous ce nom. Avec Agnes Macphail.
18. L'Inspecteur perspicace (Artful Detective) : Toronto fait face à une série de meurtres sans lien, si ce n'est que la plupart des victimes ont le pouce droit coupé. Au bout de 2 jours, 10 personnes semblent s'être entre-tuées. Murdoch devient une cible. George Crabtree semble prêt à commettre l'impardonnable pour protéger Edna et Simon, frappés par le mari de celle-ci, Archibald Brooks. Celui-ci est également retrouvé mort. Mais qui l'a tué ?

### Neuvième saison (2015-2016)
La neuvième saison a été diffusée du 5 octobre 2015 au 21 mars 2016 sur le réseau CBC et comporte également 18 épisodes, et un épisode spécial :
1. Coupable (Nolo Contendere) : George Crabtree est en prison pour le meurtre d'Archibald Brooks, tandis que Murdoch enquête sur un détenu poignardé qui pourrait être lié à la même affaire, laquelle pourrait avoir ses racines dans la guerre des Boers.
2. Qui veut la peau de Samuel Clemens ? (Marked Twain) : Les Brackenreid se réjouissent d'une éventuelle adhésion au prestigieux Empire Club en assistant à un événement. Le présentateur est le célèbre écrivain américain Mark Twain, dont l'arrivée provoque l'indignation d'une partie des membres du club, suivie d'un coup de feu et du chaos, heureusement sans blessé. Twain confie à Murdoch et au Dr Ogden ses problèmes d'argent qu’il essaie de cacher à sa femme malade, Olivia. Près de la faillite, ces conférences sont sa seule source de revenus. Touché, le Dr Ogden l'embauche pour donner une série de conférences sur l'émancipation des femmes, malgré les objections de Murdoch et de l'inspecteur. Un autre coup de feu est tiré et cette fois, c'est l'assistant de Twain, Benson, qui est tué. 
Twain est incarné par l'acteur William Shatner. Fan des aventures de Murdoch, ce dernier avait émis le souhait de jouer un rôle dans la série. L'acteur principal de la série, Yannick Bisson, a appuyé ce souhait[19].
3. De surprise en surprise (Double Life) : Murdoch et ses collègues enquêtent sur l'assassinat de Lilian Moss, la petite amie du Docteur Emily Grace. Julia Ogden reprend donc du service. Peu à peu, le passé de Lilian est découvert. Emily dévoile à ses amis la relation qu'elle entretenait avec Lilian. Effondrée, elle décide à la fin de l'épisode de quitter le Canada pour Londres, voyage qu'elle devait à l'origine faire avec Lilian.
4. De cuivre et d'os (Barenaked Ladies) : La macabre découverte de statues fabriquées à partir des corps de femmes nues conduit Murdoch à soupçonner que le tueur connaissait les victimes.
5. Compte à rebours (24 Hours Til Doomsday) : Murdoch doit empêcher une guerre imminente entre les États-Unis et le Canada provoquée par un projet secret de conquête spatiale. Avec Wilfrid Laurier, Premier ministre du Canada.
6. Prohibition (The Local Option) : Murdoch enquête sur l'empoisonnement d'un politicien anti-prohibition.
7. Souvenez-vous ... l'été 75 (Summer of '75) : Murdoch se rend dans le parc Algonquin pour enquêter sur un meurtre vieux de trente ans, à la demande d'un ami d'enfance. Pendant ce temps, l'assistante du Dr Ogden est licenciée. Julia soupçonne que c'est à cause de sa couleur de peau.
8. Vapeurs d'opium (Pipe Dreamzzz) : Murdoch enquête sur un étudiant assassiné dans le fumoir d'opium de son professeur. George aide le Dr Ogden et Rebecca James à enquêter.
9. Barboteurs et barboteuses (Raised on Robbery) : Murdoch se rend à la banque pour faire un prêt afin de construire la maison des rêves de Julia, mais au moment où il expose son projet, l'alarme se déclenche. Accompagné du responsable de la succursale, ils découvrent qu'il manque de l'argent dans le coffre. Le responsable lui explique qu'en cas de cambriolage, les portes se ferment automatiquement. Murdoch en déduit donc que l'argent volé et le cambrioleur se trouvent encore quelque part dans le bâtiment. Pendant que Murdoch mène son enquête sur place, Brackenreid, grand supporter de Sheffield Wednesday, compte installer un télégraphe dans son bureau afin de suivre la finale du championnat d’Angleterre en direct. Dans cet épisode ce sont les travaux du physiologiste néerlandais Hendrik Zwaardermaker sur l'ouie des jeunes enfants qui permet à Murdoch de résoudre l'énigme.
10. Oh capitaine, mon capitaine (The Big Chill) : Murdoch enquête sur la mort d'un membre d'une expédition arctique. Il suspecte Joseph-Elzéar Bernier, le responsable de la mission scientifique. William Murdoch et Julia Ogden adoptent le petit garçon devenu orphelin, vu dans l'épisode précédent. Joseph-Elzéar Bernier est interprété par l'acteur québécois Rémy Girard.
11. Meurtre sur le Fairway (A Case of the Yips) : Murdoch enquête sur la mort d'un golfeur et devient obsédé par ce sport. Il est aidé par George Lyon, golfeur qui se prépare pour les Jeux olympiques d'été de 1904 à Saint-Louis.
12. Amours malheureuses (Unlucky in Love) : Crabtree donne des cours d'écriture et fait la connaissance d'une jeune écrivaine en devenir prénommée Maud Montgomery. Quant à Murdoch, il enquête sur une affaire d'homicide survenu lors d'un mariage. Il découvre rapidement que les précédents maris de la mariée sont tous morts dans des circonstances étranges.
13. Un monde en noir et blanc (Colour Blinded) : Le nouveau chef de la police donne l'ordre à Murdoch d'arrêter un homme noir pour le meurtre d'un homme blanc dans une église de la communauté noire.
14. L'enfant sauvage (Wild Child) : Murdoch enquête sur un meurtre qui aurait un lien avec une fillette sauvage adoptée par un homme qui étudie son comportement. Julia retrouve le vrai père du garçon qu'elle a adopté et William décide de le rendre à son père.
15. Pour le gîte et le couvert (House of Industry) : Un journaliste est assassiné alors qu'il enquêtait sur les conditions de vie d'un hospice. Murdoch infiltre l'institution en se faisant passer pour un ouvrier. Il est engagé dans une scierie qui emploie illégalement des pensionnaires de l'hospice. Il découvre que le chef de police du 5e district est corrompu et mêlé au meurtre.
16. Tel est pris qui croyait prendre (Bl..dy H.ll) : Brackenreid et Murdoch continuent leur enquête sur le chef de la police du 5e district. Mais Brackenreid se fait prendre et est relevé de ses fonctions à la suite d'un dépôt de plainte du policier corrompu.
17. Honneur et réputation (From Buffalo with Love) : Un homme est assassiné dans un club burlesque. Murdoch et Brackenreid se rendent à Buffalo pour avoir des renseignements sur la victime. Ils apprennent qu'il faisait partie du programme de protection des témoins. Pendant que Brackenreid attend Murdoch dans un restaurant, il en profite pour commander à manger mais plus aucun plat n'est disponible. En désespoir de cause, il intercepte un cuistot qui s'apprête à jeter des ailes de poulet et lui demande de lui préparer au four…
18. Un peu, beaucoup, à la folie (Cometh the Archer) : Le docteur Ogden se fait tirer dessus, sur le pas de sa chambre d'hôtel, presque sous les yeux de son mari. Elle est transportée à l'hôpital dans un état grave et demeure dans le coma. N'ayant aucune piste, Murdoch décide d'interroger Julia. Pour cela il fabrique un électro-encéphalogramme afin de mesurer l'activité du cerveau. Il arrive ainsi à obtenir quelques indices de son seul témoin. Mais avant d'avoir pu investiguer, il est enlevé par une ancienne ennemie....

#### Épisode spécial
L'épisode Une légende de Noël (A Merry Murdoch Christmas) est d'une durée exceptionnelle de 90 minutes. Il est diffusé le 20 décembre 2015 sur France 3 à 20 h 55, en exclusivité mondiale, avant sa diffusion dans son pays d'origine. Plusieurs acteurs célèbres participent à cet épisode : Edward Asner, Kelly Rowan et Brendan Coyle. Dans cet épisode, à la fin d'une représentation théâtrale de La Petite Fille aux allumettes, le Père Noël est assassiné et les cadeaux ont disparu. Le détective Murdoch, le docteur Ogden, l'inspecteur Brackenreid et le constable Crabtree devront élucider cette affaire et découvrir le meurtrier du Père Noël de Toronto.

### Dixième saison (2016-2017)
La dixième saison a été diffusée du 10 octobre 2016 au 20 mars 2017 sur le réseau CBC et elle est diffusée en France à partir du 27 août 2017 sur France 3. Elle comprend comme la précédente 18 épisodes et un épisode spécial.
1. Tout feu tout flamme, première partie (Great Balls of Fire, part one) : le Dr Ogden, Murdoch et Crabtree sont invités à une soirée mondaine. Rodney Strong, un jeune et riche célibataire doit choisir sa future femme parmi des prétendantes. Ruth Embry, L'une d'elles est tuée au début de la soirée. Pendant que Murdoch enquête, Julia est de plus en plus hantée par Eva Pearce.
2. Tout feu tout flamme, deuxième partie (Great Balls of Fire, part two) : alors qu'un grand incendie fait rage dans le centre-ville de Toronto, Murdoch sauve sa femme in extremis. Il apprend alors qu'elle est revenue sur ses pas pour aider Eva Pearce. Alors qu'il cherche un moyen d'aborder le sujet qui la ronge, les meurtres continuent. Et plus il y réfléchit, moins il y trouve de sens.
3. Pas de corps, pas de crime (A Study in Pink) : Murdoch et Crabtree sont appelés sur les lieux d'un meurtre. Lorsqu'ils arrivent sur place, ils trouvent juste Freddie Pink les attendant patiemment. Elle leur montre des traces de sang sur le sol, mais il n'y a aucune trace d'un corps quelconque. Les policiers commencent leur enquête, mais plus ils avancent, plus les preuves d'un crime s'accumulent et plus les indices pointent vers Freddie Pink.
4. Erreur judiciaire (Concocting A Killer) : un homme accusé d'un meurtre vieux de 12 ans est finalement innocenté et libéré de prison. Murdoch était le détective chargé de l'affaire à l'époque et le Dr Ogden le médecin-légiste qui avait identifié le poison utilisé. Tous les deux vont devoir faire face à des critiques venant de toutes parts. Un autre détective est chargé de reprendre l'affaire depuis le début.
5. Une élève douée (Jagged Little Pill) : un homme est retrouvé mort au volant de sa voiture. Le corps est emporté à la morgue pour autopsie. Au même moment, un second corps arrive et Rebecca James reconnaît une de ses camarades de l'école de médecine. Après autopsie, il s'avère que la jeune femme s'est suicidée par noyade. Mais Rebecca ne croit pas en la thèse du suicide et décide de mener son enquête.
6. Joue-la comme Brackenreid (Bend It Like Brackenreid) : Thomas Brackenreid et Julia Ogden assistent à un tournoi universitaire opposant les Galt à l'Université de Toronto, et dont l'issue est une place aux Jeux Olympiques. Durant le match, Robert Semple, un joueur tombe et ne se relève pas. Brackenreid et Ogden se précipitent et constatent qu'il est décédé. L'autopsie montre qu'il est mort des suites d'une blessure à l'arme blanche datant de plus de 12 heures. Murdoch commence alors à enquêter pour retracer le parcours des dernières heures du joueur.
7. Rouge à lèvres assassin (Painted Ladies) : un homme est retrouvé dans une barque, au petit matin. Il porte sur lui une carte d'invitation offerte par une femme, a des traces de rouge à lèvres sur le visage et, selon les premières constatations, est mort empoisonné par du cyanure. Murdoch enquête alors sur le rouge à lèvres et sur la carte de visite. Mais rapidement, un second homme est retrouvé, tué de la même façon.
8. Un témoin encombrant (Weekend at Murdoch's) : Pour attraper un tueur, Murdoch et Crabtree prétendent qu'un témoin assassiné est toujours en vie[21].
9. Le rôdeur (Excitable Chap) : Un homme, plus connu sous le nom du "rôdeur" est arrêté pour meurtre.
10. La voix du démon (The Devil Inside) : un homme ayant commis deux meurtres prétend être possédé par James Gillies, revenant se venger du détective.
11. Un fin limier (A Murdog Mystery) : un éducateur canin est assassiné à quelques jours d'un concours.
12. Retrouvailles inespérées (The Missing) : une grand-mère cherche désespérément son petit-fils, Adam disparu alors qu'il avait 7 ans. De nombreux candidats se présentent, mais l'un d'entre eux semble curieusement correspondre à la description de celui-ci.
13. Les Voisins de M. Murdoch (Mr. Murdoch's Neighbourhood) : Lors d'une expérience visant à former agents et futures médecins, trois cadavres sont découverts dans le terrain acheté par les Murdoch afin d'y construire leur maison.
14. L'Elixir de jouvence (From Murdoch to Eternity) : James Pendrick ayant été assassiné au Panama, Murdoch semble peu s'en préoccuper et s'obstine alors à vendre la "pendrimine".
15. Le Sanctuaire des déesses (Hades Hath No Fury) : une femme est retrouvée morte et elle porte sur elle une bague où est gravé le nom de la déesse Aphrodite, la déesse de l'amour. Les enquêteurs Murdoch et Watts se rendent alors au "sanctuaire des déesses", où Watts retrouve toutes ces mystérieuses femmes disparues.
16. Le Jeune Monsieur Lovecraft (Master Lovecraft) : le cadavre d'un des membres d'un groupe de jeunes gothiques est retrouvé. Monsieur Lovecraft devient suspect du meurtre, se trouvant sur les lieux et étant habitué à dessiner le mort.
17. Les Reines du patin (Hot Wheels of Thunder) : une patineuse est retrouvée morte et semble avoir été poussée. Le Dr Ogden et Mlle James forment une équipe, recrutant Nina Bloom et Lydia Hall afin de participer à la course de patin.
18. Coup monté (Hell to Pay) : Murdoch se retrouve accusé du meurtre d'une danseuse de cabaret et deux diplomates semblent s'acharner à le faire inculper.

#### Épisode spécial
L'épisode Il était une fois Noël (Once Upon A Murdoch Christmas) est d'une durée exceptionnelle de 90 minutes. Il a été diffusé le 25 décembre 2016 sur France 3 à 20 h 55. Un train de marchandises contenant des cadeaux de grande valeur appartenant à des notables influents a été volé par un mystérieux cambrioleur. Ce dernier s'inspire des bandes dessinées du héros Jack le bondissant créé par l'officier Crabtree. Murdoch et Brackenreid sont sur la sellette pour retrouver les cadeaux s'ils veulent conserver leur poste. Pendant ce temps, Julia vient en aide à deux jeunes orphelins dont le frère aîné est malade.

### Onzième saison (2017-2018)
Comme les précédentes, cette saison sera composée de 18 épisodes et d'un téléfilm spécial de Noël. La diffusion a commencé le 25 septembre 2017.
1. Tel le phénix (Up from Ashes) : Murdoch est emprisonné, Dr Odgen a été enlevée tandis que Brackenreid et Crabtree ont apparemment été tués.
2. Crime-œnologie (Merlot Mysteries) : Après l'empoisonnement d'un sommelier, Murdoch et Watts débouche sur une fraude et une industrie nouvelle.
3. Huit pas (8 Footsteps) : Un appareil d'enregistrement fait par Alexander Graham Bell aide Murdoch à enquêter sur un meurtre au dîner en l'honneur de Helen Keller.
4. Le salon médical (The Canadian Patient) : Murdoch enquête sur un chirurgien qui réalise des transplantations d'organes, il se retrouve face a Mary Baker Eddy et le mouvement scientifique Chrétien (The Christian Science Movement).
5. À l'automne de la vie (Dr Ogden Regrets) : Plusieurs meurtres maquillés en suicides amènent Murdoch à suspecter un tueur en série ciblant les personnes âgées.
6. 21, Murdoch Street (21 Murdoch Street) : Pour résoudre un meurtre, Crabtree et l'inspecteur Brackenreid vont sous couverture dans une école pour garçon.
7. L'Accident (The Accident) : Murdoch enquête sur un accident de voiture et fait face à un terrible dilemme.
8. Brackenreid artiste-peintre (Brakenreid Boudoir) : Brackenreid recommence à peindre et attire l'attention d'un riche investisseur. Il en profite pour enquêter sur le meurtre d'un artiste.
9. Des morts en pleine santé (The Talking Dead) : Deux hommes meurent après que leur nom soit apparu dans la rubrique nécrologique, Murdoch doit agir pour trouver le meurtrier et protéger les prochaines cibles.
10. Mauvaises frictions (F.L.A.S.H.!) : Murdoch enquête sur un meurtre qui aurait pu être causé par un engin à grande vitesse.
11. Amateurs contre professionnels (Biffers and Blockers) : Durant l'enquête sur la mort violente d'un joueur de cricket, Murdoch et Brackenreid rencontrent un homme manquant de fair-play.
12. Les larmes de Marie (Mary Wept) : Une statue de la vierge Marie commence à pleurer dans l'église que fréquente Murdoch.
13. Crabtree à la carte (Crabtree à la carte) : Le juge d'un concours de cuisine a été empoisonné. Murdoch découvre que tous les autres compétiteurs, incluant Crabtree et Margaret, ont gouté au plat contaminé.
14. Le grand orignal blanc (Great White Moose) : Alors que le président des États-Unis Théodore Roosevelt s'invite discrètement au Canada pour chasser, Murdoch découvre que le président est en fait la proie.
15. L'art du rire (Murdoch Schmurdoch) : Murdoch enquête sur un meurtre lié à Harry et Al Jolson, des tenants d'un vaudeville. Watts découvre une chose insoupçonnée sur sa propre famille.
16. Le jeu des rois (Game of Kings) : Murdoch et Brackenreid envoient Crabtree sous couverture à un tournoi d'échecs pour découvrir le meurtrier d'un maître russe. Ce crime les pousse sur la piste de l'épée du couronnement de la Pologne : la Szczerbiec.
17. Le voile tombe (Shadows Are Falling) : Murdoch et le Dr Ogden doivent mettre leur problème personnel de côté quand Nate Desmond est accusé de meurtre.
18. En chute libre (Free Falling) : Murdoch aide un homme à retrouver sa femme disparue, Crabtree s'interroge sur sa relation de couple, le poste 4 enquête sur un meurtre.

#### Épisode spécial
L'épisode Un Noël au bout du monde (Home for the Holidays) est d'une durée exceptionnelle de 90 minutes. Il a été diffusé le 31 décembre 2017 sur France 3 à 20 h 55. William et Julia voyagent jusqu'à Vancouver voir le frère de Murdoch, l'officier de la police montée Jasper Linney. Une fois sur place, ils sont chargés d'enquêter sur la mort suspecte d'un archéologue qui a découvert un site indigène ancien. Ils feront la connaissance des indiens Sanghees et Haïda. De leur côté, les Brackenreid ont une opportunité financière concernant une opération pas si rentable que ça. Higgins et Crabtree, quant à eux, ont décidé de passer les vacances de Noël avec leurs douces moitiés, Ruth Newsome et Nina Bloom, à faire du ski mais ce loisir va vite s'avérer dangereux.

### Douzième saison (2018-2019)
Comme les précédentes, cette saison sera composée de 18 épisodes. Sa diffusion commence le 22 septembre 2018.
1. Meurtre au manoir des Murdoch (Murdoch Mystery Mansion) : Un meurtre horrible lors de la présentation publique de la nouvelle résidence des Murdoch conçue par Frank Lloyd Wright plonge le couple dans l’affaire.
2. Opération à haut risque (Operation: Murder) : Le décès postopératoire d'une patiente d'une opération à laquelle le Dr Ogden a participé la conduit à suspecter un meurtre à l'hôpital. George Crabtree rencontre Florence Nightingale Graham, qui deviendra Elizabeth Arden.
3. Mariage à la Newsome (My Big Fat Mimico Wedding) : Au mariage de Henry Higgins et de Ruth Newsome, dans le domaine Newsome, les tentatives d'assassinats commises sur Higgins ne sont que le début des machinations qui s'y déroulent.
4. Murdoch sans frontières (Murdoch Without Borders) : Quand une nouvelle loi sur l’immigration entre en vigueur, les Murdoch et l’inspecteur Brackenreid se retrouvent confrontés à ses retombées avec ses opposants et les immigrants grecs visés.
5. L'espionne qui aimait Murdoch (The Spy Who Loved Murdoch) : Quand un diplomate français, à une réunion internationale secrète pour créer la Triple Entente, est retrouvé mort, Murdoch est temporairement chargé de se faire passer pour lui. Il est alors assisté dans cette tâche par une espionne française, Régine Rivière[25].
6. La grande invasion (Sir. Sir? Sir!!!) : Épisode spécial Halloween Murdoch étudie un phénomène astronomique ayant un impact étrange sur le comportement de ses collègues et des conséquences désastreuses pour Toronto.
7. Légitime défense (Brother's Keeper) : Après un appel téléphonique, un corps a été découvert et des coups de feu ont été rapportés. Murdoch et Crabtree découvrent un suspect peu probable se tenant près du corps. Murdoch soupçonne que le vrai tueur est toujours là-bas.
8. Morts à plus d'un titre (Drowning in Money) : Quand un riche couple de la haute société se retrouve noyé dans leur piscine dans un double suicide apparent, Murdoch suspecte le meurtre.
9. Secrets et mensonges (Secrets and Lies) : L'inspecteur Brackenreid se rend à St. Marys pour porter secours à un amour de jeunesse dont la fille a disparu et il apprend alors qu'il est son père.
10. Pirates des grands lacs (Pirates of the Great Lakes) : Murdoch aide un détective à retrouver un navire chargé d'antiquités. Brackenreid envisage de démissionner.
11. Le passé sous silence (Annabella Cinderella) : Crabtree et John transportent une coupable de meurtre à la hache en prison quand elle s'échappe pour se venger de ceux qui ont témoigné contre elle.
12. La leçon en six coups (Six of the Best) : Les désolants souvenirs d'enfance de Murdoch sont évoqués alors qu'il enquête sur la mort d'un orphelin aux bons soins du même prêtre jésuite qui l'avait éduqué.
13. Murdoch contre l'homme invisible (Murdoch and the Undetectable Man) : Murdoch demande à l'inventeur Nikola Tesla de l'aider dans l'enquête sur l'assassinat d'un homme expérimentant l'invisibilité.
14. Les péchés du père (Sins of The Father) : Lorsqu'un homme meurt dans un incendie criminel, l'enquête de Murdoch révèle une histoire personnelle choquante.
15. Le concours de frappe (One Minute to Murder) : Quand un homme est électrocuté lors d'un concours de dactylographie auquel participent Crabtree et Louise Cherry, Murdoch soupçonne la journaliste d'avoir été la cible visée.
16. Le livre assassin (Manual for Murder) : Après la publication du livre de Murdoch et du docteur Ogden, débute une série de meurtres, œuvre d'un imitateur qui a lu l'ouvrage. Dans cet épisode apparaît Will Keith Kellogg qui veut commercialiser les pétales de maïs inventés en 1894 par son frère le Dr John Harvey Kellog.
17. Des ténèbres à la lumière - Première partie (Darkness Before the Dawn - Part 1) : Alors que Murdoch est en voie d'obtenir une promotion, John Brackenreid se fait tirer dessus lors de l'inspection d'une fumerie d'opium...
18. Des ténèbres à la lumière - Deuxième partie (Darkness Before the Dawn - Part 2)

### Treizième saison (2019-2020)
La diffusion commence le 16 septembre 2019, sur CBC.
1. Pour la cause (Troublemakers) : Une bombe explose lors d'une manifestation de soutien au droit de vote des femmes. Apparemment, le poseur de la bombe en est aussi la victime qui reste malheureusement non identifiée. Pendant ce temps-là, l'inspecteur Brackenreid tente de récupérer sa femme.
2. Dockers en colère (Bad Pennies) : Crabtree intervient pour séparer deux hommes qui se battent. Pendant qu'il en immobilise un, l'autre parvient à s'enfuir. Alors qu'il emmène l'homme qu'il vient d'interpeller, il tombe sur Higgins qui vient de découvrir le corps d'un homme abattu dans la rue. Le prisonnier déclare alors que le meurtrier n'est autre que l'homme que Crabtree vient de laisser s'échapper.
3. Jeunesse éternelle (Forever Young) : Une jeune femme est retrouvée morte au bord d'une rivière. Rapidement identifiée grâce au système de classement du détective Murdoch, il s'avère que la victime avait été portée disparue 12 ans plus tôt. Cependant, la jeune femme retrouvée a exactement le même âge que celle qui avait disparu et tout porte à croire qu'il ne s'agit pas d'un sosie.
4. Le Père Prodigue (Prodigal Father) : Un serveur meurt lors d'une présentation pour récolter des fonds en vue d'un projet immobilier. Alors que George Crabtree interroge l'organisateur, il se rend compte que ce dernier a les mêmes nom et prénom que lui et qu'il connaît des détails sur sa mère. Les deux hommes comprennent qu'ils sont père et fils. Pendant ce temps, le détective Murdoch et l'inspecteur Brackenreid rendent visitent à la veuve de la victime qui leur apprend, étonnée, que son mari n'était pas serveur mais entrepreneur.
5. L’enfer du camping (Murdoch and the Cursed Caves) : Épisode spécial Halloween. William, Julia, Henry et Ruth partent faire du camping. Arrivés sur place, Henry tombe malencontreusement sur le corps d'un jeune homme mort depuis quelques heures. Le groupe ne tarde pas à découvrir un second corps, non loin. Ils retournent en ville pour interroger les habitants et trouver de potentiels témoins. Mais personne ne semble surpris du décès des deux hommes car un monstre rôde dans le bois, le perceur de crânes. Pendant ce temps, Thomas et Magareth s'apprêtent à fêter leur anniversaire de mariage lorsqu'une balle traverse la fenêtre du salon. Alors que Thomas sort pour voir ce qui s'est passé, il tombe sur des enfants au comportement étrange.
6. Fin d’un philatéliste (The Philately Fatality) : Un homme est assassiné durant une soirée qu'il avait organisée chez lui. Alors que Murdoch et Watts ont du mal à avancer car les invités, tous des hommes, craignent pour leur réputation et refusent de parler, une collection de timbres retrouvée sur les lieux du crime va orienter l'affaire dans une nouvelle direction.
7. Toronto la nuit (Toronto the Bad) : Alors que Higgins effectue son travail de nuit comme chauffeur de taxi, il prend en charge un groupe de personnes qui descendent ensuite les unes après les autres à leur destination, sauf la dernière qui reste inanimée. Alors qu'il tente de le réveiller, Higgins se rend compte que le client est mort.
8. Rideau final (The Final Curtain) : Thomas Brackenreid, Margaret Brackenreid, Julia Ogden, Llewellyn Watts, George Crabtree et William Murdoch assistent à la représentation d'une pièce de théâtre dans laquelle joue John Brackenreid, pièce à suspense dans laquelle un crime doit être résolu. Cependant, un des acteurs est tué durant la représentation. Après les premières constatations, les enquêteurs réalisent que le tueur est forcément l'un des acteurs. Mais tous les acteurs ont un mobile et une opportunité…
9. Dose mortelle (The Killing Dose) : Une jeune femme arrive à l'hôpital. Elle semble avoir chuté d'un balcon. Cependant, le Dr Ogden trouve que les marques laissées sur le corps ne correspondent pas à une chute et appelle donc la police pour mener une enquête. De son côté, Crabtree enquête sur le vol de l'argent du loyer d'un locataire dans l'immeuble d'Effie. En sortant de l'appartement de sa petite-amie, il tombe sur l'inspecteur Watts…
10. Héritage spiritueux (Parker in the Rye) : Crabtree et Parker sont appelés pour un problème de voisinage. En arrivant sur les lieux, ils découvrent un triple assassinat et un témoin, choqué, qui a perdu la mémoire. Murdoch arrête un suspect qui refuse de parler. Pendant que le Dr Ogden fait tout son possible pour aider le témoin à recouvrer ses souvenirs du drame, Murdoch a l'idée de mettre Parker en cellule afin que ce dernier se lie d'amitié avec le suspect. Dans cet épisode où il est question de whisky de seigle apparaît Rocco Perri, un gangster d'origine calabraise impliqué dans la contrebande d'alcool lors de la prohibition au Canada et aux États-Unis. Le titre en version originale est une allusion au roman de J. D. Salinger : L'Attrape-cœurs.
11. Comment voyez-vous l'avenir ? (Staring Blindly into the Future) : Murdoch participe à un symposium sur le futur organisé par Pendrick. Sur place, il rencontre les esprits les plus brillants de l'époque, comme son ami Nicolas Tesla. Mais ce dernier disparaît peu de temps avant son discours. Bientôt, c'est au tour d'Albert Einstein, Marie Curie, Ernest Rutherford et Thomas Edison de disparaître à leur tour.
12. Une partie de chasse (Fox Hunt) : Thomas Brackenreid participe à une chasse au renard. Les chiens de chasse retrouvent en chemin le corps sans vie du voisin de ses hôtes. Pendant ce temps-là, Julia est intriguée par le comportement du voisin qui semble vouloir dissimuler quelque chose et dont elle n'a pas vu la femme depuis plusieurs jours.
13. Preuves accablantes (Kill Thy Neighbour) : Alors que William et Julia s'étaient absentés pour participer à une collecte de dons pour une œuvre de charité, leur voisin est assassiné. Sur place, les enquêteurs trouvent un bouton de manchette ressemblant à celles de William. Rapidement, toutes les preuves indiquent que le détective est coupable. Alors que l'affaire s'ébruite, le procureur laisse six heures aux enquêteurs pour tirer cette affaire au clair avant de faire arrêter et condamner William Murdoch.
14. Suicide en cellule (Rigid Silence) : William et Julia se rendent à la prison de Kingston pour enquêter sur le suicide d'un prisonnier qui serait en réalité un meurtre déguisé. Pendant ce temps-là, des manifestantes sont arrêtées pour trouble à l'ordre public. Thomas reconnaît alors Naomie. Cette dernière est arrivée quelques jours auparavant et travaille comme standardiste pour la société Bell.
15. Le procès de Terrence Meyers (The Trial of Terrence Meyers) : Julia, Thomas et William sont convoqués par les services secrets canadiens comme témoins au procès secret de Terrence Meyers, soupçonné d'avoir tué un autre agent et organisé un attentat contre le premier ministre. Les enquêteurs feront tout pour mettre cette affaire au clair.
16. L'inspecteur Ogden (In the Company of Women) : Le Dr Ogden, Miss Newsome et Miss Cherry ont rendez-vous dans un salon de coiffure. En arrivant, elles trouvent porte close et découvrent le corps sans vie de la gérante. Pour le détective dépêché sur place, il s'agit d'une mort accidentelle. Mais Julia trouve qu'il va trop vite à la conclusion. Elle demande à William d'intervenir mais ce dernier lui fait comprendre que c'est hors de sa juridiction, à moins qu'elle ne lui apporte de nouveaux éléments. Les trois femmes vont alors enquêter.
17. Une visite inopportune (Things Left Behind) : Le Dr Ogden se prépare à partir pour London (Ontario) afin d'enseigner la chirurgie durant quelques jours en compagnie de son collègue, le Dr Dixon. Miss Hart reçoit la visite d'une vieille connaissance qui la fait chanter et lui demande de le couvrir dans une affaire de meurtre. Pendant ce temps, Watts et le détective Edwards enquêtent sur une série de vols de tableaux. Crabtree revient à Toronto après sa tournée et est enlevé par une jeune femme qui prétend qu'il s'est inspiré de la vie de sa mère pour écrire son livre.
18. Le règlement à la lettre (The Future is Unwritten) : Effie venant défendre Miss Hart contre l'accusation du meurtre de Parker, elle s'inquiète auprès du détective Murdoch de la disparition de Crabtree. Le détective Edwards commence à comprendre la nature de la relation entre Watts et le boucher. Mlle Hart fait pression sur Murdoch pour abandonner les poursuites contre elle grâce à une preuve qu'elle possède contre le Dr Ogden. Lincoln demande à Hart de lui fournir de la drogue pour alimenter un trafic.

### Quatorzième saison (2021)
La diffusion commence le 4 janvier 2021, sur CBC - le 12 septembre 2021, sur FR3
1. Rira bien qui rira le dernier (Murdoch and the Tramp) : Julia et William se promènent sur les lieux d'un carnaval et s'arrêtent pour discuter avec le célèbre Obie Stratford lorsqu'un corps tombe d'une chambre d'hôtel pour s'écraser devant eux. William et George se rendent dans la chambre d'où le corps est tombé et interrogent un jeune homme, Charles Chaplin, qui participe au carnaval et qui connaissait la victime. Ce dernier explique qu'il a vu la victime discuter avec un certain Ed Ward, ainsi qu'avec son meilleur ami Stanley Laurel.
2. Une adolescence tumultueuse (Rough and Tumble) : Thomas reçoit la visite d'un inspecteur qui vient lui signaler que son fils cadet, Bobby, est recherché pour meurtre. Julia reçoit la visite de sa voisine, Goldie Huckabee, qui a cuisiné un bon repas pour elle et son mari. Méfiants, William et Julia pensent qu'elle est venue les empoisonner pour se venger d'eux. Julia décide de réaliser des analyses pour s'en assurer. George rend visite à Mlle Newsome pour l'inviter à déjeuner. Elle lui présente alors sa nouvelle secrétaire qui ressemble trait pour trait à la femme qui avait enlevé George et l'avait séquestré. Effie pense que George se trompe et lui demande d'en apporter la preuve…
3. Code M pour Murdoch (Code M for Murdoch) : Alors qu'il écoute les communications afin de trouver d'éventuels message codés, Terrence Meyers reçoit un message destiné à William Murdoch. Ce dernier comprend rapidement que James Pendrick lui demande de l'aide. Il doit donc s'atteler à trouver l'origine du message. Pendant ce temps-là, un corps est amené à la morgue et Julia l'identifie comme l'un de ses collègues, un immunologiste de renom. Les enquêteurs découvriront rapidement que les deux affaires sont liées.
4. Une expérience électrisante (Shock Value) : Murdoch et Brackenreid sont appelés sur une scène de crime : un jeune homme a été retrouvé mort à côté de l'université. Il s'avère qu'il a été électrocuté. Les soupçons des deux enquêteurs s'orientent rapidement vers un couple de psychologues qui effectuaient des expériences sur des étudiants. Pendant ce temps, George Crabtree est interpellé par la secrétaire de Mlle Newsome qui déclare avoir assisté à l'enlèvement d'un nourrisson. Watts propose de l'aider mais croise en chemin son petit-ami qui discute avec un homme. Jaloux, il décide de les suivre.
5. Petit déjeuner et meurtre compris (Murder Checks In) : William et Julia ont décidé de participer à une excursion en compagnie d'autres personnes dans un endroit retiré en pleine nature. Un des participants est tué le premier soir. La première station de police étant trop éloignée pour arriver rapidement sur les lieux, William n'a pas d'autre choix que de mener lui-même l'enquête. Pendant ce temps-là, George et Higgins enquêtent sur la découverte d'un corps retrouvé tête tranchée dans un jardin communautaire.
6. La congrégation de la vertu (The Ministry of Virtue) : Alors que Watts quitte Jack, il entend un homme frapper bruyamment à une porte. Alors qu'il se renseigne sur la situation, la propriétaire des lieux arrive. Elle tient un établissement permettant à des femmes d'éviter la prison en se mariant. L'homme en question vient donc chercher sa promise… Et ils la retrouvent morte dans la baignoire. William commence alors à enquêter mais se trouve confronté à une absence de preuves. Pendant ce temps-là, Jack est victime de harcèlement. Watts arrête le coupable, mais il doit le relâcher car la victime refuse de porter plainte.
7. Casse-têtes (Murdoch Escape Room) : William reçoit une invitation de la part de sa femme lui donnant rendez-vous dans une usine désaffectée. Sur les lieux, il trouve Julia, sur place également à la suite d'une invitation de son mari. Ils se rendent compte rapidement qu'aucun d'eux n'a envoyé ces invitations. Ils se retrouvent alors piégés, devant résoudre des énigmes s'ils veulent en réchapper. Pendant ce temps-là, Watts enquête sur une affaire de meurtre, découverte fortuitement par Miss Cherry…
8. Le royaume de New South Mimico (The Dominion of New South Mimico) : Alors qu'ils discutent dans la rue, Murdoch et Watts sont interpellés par un homme qui leur annonce qu'il y a eu un meurtre. En arrivant sur les lieux, ils se rendent compte qu'ils doivent passer la frontière d'un nouvel état indépendant dont Rupert Newsome est le roi… et l'excentrique bonhomme ne va pas leur faciliter la tâche…
9. Une loi à deux vitesses (The .38 Murdoch Special) : Nomi vient voir Brackenreid pour lui signaler la disparition de son ami Momo. De son côté, Murdoch enquête sur la mort d'un homme qui a été tué d'une balle dans la tête. Les indices sur place laissent à penser qu'il s'agit d'un crime lié à l'opium. Rapidement, les enquêteurs réalisent que les deux affaires sont liées.
10. Quand tout se brise (1/2) (Everything is Broken Part One) : Ruth s'étant disputée avec Henry, elle vient à l'improviste chez William et Julia et s'y installe. Ses exigences exaspèrent rapidement Julia, restée seule avec elle pendant que William se rend sur les lieux d'un crime : on a retrouvé le corps d'une femme dans un baril rempli de soude caustique. Il s'avère rapidement que le corps est celui d'Anna Fulford. Pendant ce temps-là, Brackenreid reçoit la visite de son supérieur qui demande sa démission. De son côté, George décide de demander Effie en mariage, mais Dorothy, qui passait par là pour déposer des documents, a tout entendu…
11. Quand tout se brise (2/2) (Everything is Broken Part Two) : Avec l'aide de Harry, William continue d'enquêter sur la mort d'Anna. Thomas est poussé par ses supérieurs pour démissionner. George tente de retrouver Effie pour avoir une discussion face à face. Plus il la cherche, plus il trouve que ce départ précipité ne lui ressemble pas.

### Quinzième saison (2021-2022)
La diffusion commence le 13 septembre 2021, sur CBC et le 5 mars 2023 sur France 3 (épisodes 1à10 uniquement, les autres épisodes restent non diffusés).
1. Ce qu'on fait par amour, 1ère partie (The Things We Do for Love - Part One) : William Murdoch se rend à Montréal, sur les traces de Harry, sans se douter qu'il est suivi. Watts est appelé sur une propriété devant laquelle un couple de Japonais a allumé un feu afin que l'esprit de sa fille décédée repose en paix. Selon leurs dires, l'homme qui habite dans la maison est responsable de la mort de leur fille. Conformément à leur religion, ils ont brûlé le corps de leur fille, ce qui complique l'enquête.
2. Ce qu'on fait par amour, 2ème partie (The Things We Do for Love - Part Two) : Aidé de Freddie Pink, William décide de tendre un piège aux commanditaires de l'assassinat d'Anna et Harry. De son côté, Watts continue son enquête sur la mort de M. Larkin : les soupçons se portent sur le frère de la jeune femme décédée mais de nouvelles analyses par Mlle Hart bouleversent l'investigation. George, de son côté, doit négocier avec Amélia et Dorothy pour sauver Effie.
3. La traque (Manhunt) : L'ex-inspecteur Giles s'évade de prison. William décide de le retrouver et part sur place pour enquêter. Il se retrouve face à des policiers à la recherche d'un fugitif qu'ils doivent rattraper mort ou vif. Il comprend aussi rapidement que Giles ne s'est pas échappé pour fuir la justice…
4. Le crime du Toronto Express (Blood on the Tracks) : Julia Ogden, Violet Hart, Effie Newsome, Louise Cherry et Thomas Brackenreid rentrent à Toronto en train après un match de Volleyball. La locomotive déraille et de nombreux passagers sont blessés. Ils découvrent qu'un policier qui accompagnait un prisonnier a été assassiné. Selon les traces laissées sur place, le fuyard s'est caché parmi les passagers. De son côté, William Murdoch accepte de surveiller Jordan, la fille de Higgins pendant que ce dernier se rend sur les lieux d'un cambriolage. Cependant, malgré son très jeune âge, la gamine va donner du fil à retordre au détective.
5. Argent et sentiments (Love or Money) : Murdoch et Crabtree sont appelés sur les lieux d'un meurtre et trouvent sur place une femme en train de fouiller le cadavre. Cette dernière n'est autre qu'une des tantes de Crabtree qui ne croit pas une seule seconde qu'elle puisse être un assassin. Mais, rapidement, l'enquête démontre que la tante trempe dans une affaire d'escroquerie et qu'elle était très liée à la victime.
6. Souviens-toi... l'automne dernier (I Know What You Did Last Autumn) – épisode spécial Halloween : Murdoch et Crabtree sont appelés sur les lieux d'un meurtre inhabituel. Une jeune femme a été assassinée, tuée à coups de couteau par un clown. Cette affaire en rappelle alors une autre, un an auparavant, lorsque des adolescents qui s'embrassaient étaient pourchassés et photographiés par ce même clown. Il semblerait qu'il ait décidé de passer au meurtre.
7. L'incorrigible docteur Ogden (The Incorrigible Dr Ogden) : le corps d'une femme a été retrouvé sur une voie de chemin de fer. Il s'avère qu'elle était la pensionnaire d'un établissement correctionnel pour femmes : la maison Andrew Mercer de Toronto. Les détenues, méfiantes envers la police et peu coopératives, ne veulent pas répondre aux questions de l'enquêteur. Il a alors l'idée d'envoyer une personne sous couverture afin d'enquêter de l'intérieur. Julia se propose.
8. Comme chien et chat (Murdoch Knows Best) : William Murdoch est appelé sur les lieux d'un meurtre, dans une maison d'un quartier tranquille. L'homme a été découvert au milieu du salon. Alors que William Murdoch demande à toutes les personnes présentes de se rassembler devant lui, il se trouve face au propriétaire des lieux, Lyle Anderson… qui n'est autre que Terence Meyers.
9. Madame a disparu (The Lady Vanishes) : Alors que Crabtree est en train de rédiger un rapport, il reçoit un appel étrange de Higgins qui lui demande de prévenir la police dans une heure s'il ne donne pas de nouvelles. L'heure passe et Higgins n'a toujours pas donné signe de vie. Crabtree se résout à prévenir le détective Murdoch. Ils apprennent rapidement que Higgins portait une mallette contenant une rançon. En effet, Lucinda, la femme de Rupert Newsome, a été enlevée.
10. Un sang d'encre (Drawn in Blood) : Julia Ogden a été invitée par Miss Cherry pour assister à la remise d'un prix destiné à un célèbre dessinateur satirique qui se vante d'être l'homme le plus détesté de Toronto, afin de rencontrer des individus qui pourraient financer son dispensaire pour femmes. Le dessinateur est alors assassiné devant tout le monde. À l'évidence, le tueur est parmi les invités. Le détective Murdoch commence donc son investigation. Cependant, malgré la mort du dessinateur, les dessins de ce dernier continuent d'être publiés…
11. L'étrange Noël de l'inspecteur Murdoch (The Night Before Christmas) : Julia, William, Effie, Ruth, Thomas, Elizabeth, George et Henry sont invités à passer Noël dans la maison d'un riche fabricant de jouets, décédé depuis peu et ayant légué sa demeure au docteur Ogden bien décidée à la transformer en orphelinat. À peine sont-ils arrivés sur place que des événements étranges se produisent. Pendant ce temps, l'inspecteur Watts et Miss Hart enquêtent pour retrouver le propriétaire d'un chiot perdu.
12. Le grand départ de Mary Pickford (There's Something About Mary) : John Brackenreid est maintenant acteur dans une petite troupe. Alors qu'il célèbre le départ d'une actrice et amie qui vient de signer un contrat qui propulsera sa carrière, un homme est tué. Murdoch et Brackenreid (père) enquêtent alors et découvrent que l'actrice en question est impliquée dans une affaire de chantage… et il se pourrait que John y soit mêlé.
13. Murdoch en analyse (Murdoch on the Couch) : Higgins amène au poste un groupe de psychanalystes qui se bagarraient dans un restaurant. L'un d'eux, un certain Sigmund Freud, a reçu des menaces de mort et personne, à part les hommes réunis autour de la table, n'était au courant de leur présence. Le coupable est donc parmi eux. Pendant ce temps, le détective Watts accueille un certain monsieur Davidson qui vient déclarer que sa femme a disparu et qu'il pense qu'on l'a assassinée… parce qu'il a vu le meurtrier en rêve.
14. Les sorcières de Toronto (The Witches of East York) : Un couple d'amoureux en train de se promener empêche un homme de noyer une femme dans la rivière. Murdoch et Higgings sont dépêchés sur place pour investiguer et finissent par trouver l'homme en question qui n'hésite pas un seul instant à avouer : il n'a pas tenté de tuer une femme, simplement une sorcière qui lui a jeté un sort et empoisonne ses chèvres. Pour comprendre le déroulement des événements, Murdoch doit comprendre ce qui tue les animaux… ce qui s'avère plus difficile que prévu.
15. Ralph et sa horde (Rawhide Ralph) : Julia et Harry sont enlevés par Ralph Fellows. William se précipite sur place pour les retrouver. Pendant ce temps, le détective Watts enquête sur l'étrange disparition de Clara Walker. Plus l'enquête avance, plus les preuves s'accumulent à l'encontre de son mari Jack. Watts ne peut pas se résoudre à le soupçonner.
16. Un tournoi mouvementé (It's a Wonderful Game) : George, Julia et William, accompagné de l'équipe junior entraînée par George, se rendent dans une petite ville qui organise un tournoi de basket-ball pour récolter des fonds afin de reconstruire une partie de la ville détruite par un incendie. Alors que le tournoi commence, le maire est retrouvé mort dans des circonstances étranges. Pendant ce temps-là, Watts continue d'enquêter sur la mort de Clara Walker.
17. Des préjugés tenaces (Bloodlines) : Mesdames Hart et Bright se rendent à Niagara pour assister à une conférence du Mouvement Niagara qui n'est pas sans provoquer quelques contestations de la part d'une faction d'opposants. Durant une des interventions, un corps est retrouvé. Madame Hart fait les premières constatations et juge que l'homme a été étranglé. Lorsque la police arrive, les conclusions de l'inspecteur sont tout autre et un membre du Mouvement est arrêté. Les deux femmes enquêtent pour faire la lumière sur cette affaire. Pendant ce temps, William et Julia accompagnent Harry à un concours de sciences. Durant l'événement, l'invention d'un des participants est volée et Harry est accusé. Ce dernier, bien décidé à prouver son innocence, décide d'enquêter pour retrouver le vrai coupable.
18. Une famille sans histoires (Patriot Games) : La famille Park s'apprête à passer à table lorsqu'elle entend des râles provenant de la cave. Ils appellent alors le commissariat et Crabtree, qui les connaît bien, est dépêché sur place afin de voir ce qui se passe. Ensemble, ils trouvent le corps d'un inconnu. Il s'avère que cet homme a été empoisonné mais que l'heure du décès ne coïncide pas avec les faits. Brackenreid fait la connaissance d'une danseuse russe qui ne semble pas insensible à son charme et qui commence à lui faire des avances.
19. Délit de pauvreté (Brother Can You Spare a Crime) : Une jeune femme rentre chez elle après une soirée avec un ami. Elle trouve le corps sans vie de sa sœur. Les soupçons se portent immédiatement sur le camp de sans-abris qui s'est établi non loin de là.
20. Le salon de partage planétaire Pendrick (Pendrick's Planetary Parlour) : James Pendrick fait la démonstration de sa toute dernière invention, un portail de communication qui permet d'échanger par texte et images. Durant la séance, un des interlocuteurs est assassiné sous leurs yeux. Murdoch et Crabtree enquêtent alors pour déterminer qui est la victime et quel est le mobile. Il apparaît alors rapidement qu'une personne accède aux machines par des portes dérobées pour faire chanter les utilisateurs.
21. La musique du diable (Devil Music) : Dans le bar de Miss Bright, un guitariste nommé Lead Belly chante une chanson dans laquelle un homme est tué de 5 façons différentes. Le lendemain matin, le corps d'un autre musicien est retrouvé dans la rue… tué des 5 mêmes façons. Les soupçons se portent alors sur Lead Belly qui, après avoir passé une nuit bien arrosée, ne se souvient plus de rien.
22. Douce Amélia (Sweet Amelia) : Quand Amélia, la kidnappeuse mentalement dérangée de Crabtree, se rend, il s'attend à des ennuis.
23. Les conséquences de nos actes (Pay the Piper) : Effie présente George à sa famille. Dans cette petite ville, le bruit court que des extra-terrestres rôdent. George et Effie commencent à enquêter, notamment pour retrouver la meilleure amie de cette dernière qui a mystérieusement disparu. Pendant ce temps-là, un homme habillé comme William et circulant sur la même bicyclette est assassiné en pleine rue. William se rend alors compte que sa famille est menacée et commence à suspecter tout le monde. Madame Hart est troublée par l'arrivée de son père qui vient perturber ses habitudes et prendre ses aises.
24. Rencontres d'un autre type (Close Encounters) : Effie et George continuent d'enquêter sur les extra-terrestres. De son côté, ne se sentant plus en sûreté, William emmène Julia dans un hôtel et continue son enquête. Le père de madame Hart se fait de plus en plus d'ennemis.

### Seizième saison (2022-2023)
La diffusion commence le 12 septembre 2022, sur CBC et sur France 3 le 14 juillet 2025 dès 00h20 à raison de 4 épisodes, la saison 16 est désormais diffusée la nuit suite à de mauvaises audiences depuis quelques années en prime time  .
1. Zombie et Prophétie, 1ère partie (Sometimes They Come Back, Part 1) : Crabtree renonce à ses projets de mariage après une prophétie ; Murdoch enquête sur le meurtre étrange de deux fossoyeurs.
2. Zombie et Prophétie, 2ème partie (Sometimes They Come Back, Part 2) : Murdoch soupçonne Violet Hart de mentir sur la mort de son père. Brackenreid mène un détective privé à Watts, mettant ainsi leur avenir en danger.
3. Le congrès des écrivains (The Write Stuff) : Thomas Brackenreid est invité par George Crabtree à une convention d'écrivains, à laquelle participent Rudyard Kipling, Lucy Maud Montgomery et Edith Wharton, entre autres. L'un d'eux est retrouvé mort, tué durant la nuit, un couteau dans la poitrine transperçant quelques feuillets de son dernier roman en marge desquels apparaît une inscription. William Murdoch cherche donc à révéler cet indice capital grâce à ses connaissances en chimie.
4. Des jeunes femmes pleines d'avenir (Promising Young Ladies) : Nina Bloom est de passage dans un cabaret avec sa troupe de danseuses. Au petit matin suivant, un homme est retrouvé attaché à un réverbère, entièrement nu et le cœur transpercé par une broche à cheveux. Les soupçons se portent immédiatement sur l'une des danseuses qui se protègent les unes les autres.
5. L'ivresse de la vitesse (Murdoch Rides Easy) : Alors qu'ils sont en train de pique-niquer, Julia et William assistent à un accident de moto. Un homme réputé pour construire des motocyclettes a donné rendez-vous à un petit groupe de passionnés pour découvrir son nouveau bolide capable de rouler à 100 km/h. Lors de sa démonstration, il a perdu le contrôle et est tombé d'une falaise. William doit déterminer si l'engin a été saboté. Comme il ne connaît rien à cette mécanique particulière, il accepte l'aide de deux hommes experts dans ce domaine : William Harley et Arthur Davidson.
6. Crime contre nature (Clean Hands) : Alors que Julia donne un cours dans le dispensaire d'une petite ville, un jeune homme entre en portant un autre blessé à la tête. Ce dernier murmure «Je l'ai trouvée» et meurt. Il se trouve que les deux jeunes appartiennent à la communauté mormone qui vit pas loin. Julia et William n'ont pas d'autre choix que de se faire passer pour des membres de leur communauté afin d'enquêter sans éveiller les soupçons.
7. La mort frappe en silence (Murdoch and the Sonic Boom) : Quelques heures avant une visite clandestine du président Taft, Murdoch est impliqué par Terence Meyers dans une expérience qui tourne mal.
8. Le retour du clown tueur (I Still Know What You Did Last Autumn) : Julia assiste au tournage d'un film dont le scénario a été écrit par Miss Cherry, adaptation du livre à succès de la journaliste et relatant l'histoire d'un clown assassin, faisant référence aux événements de l'année passée. Le tournage d'une scène commence, l'actrice joue son rôle de victime, est attaquée par le clown et tombe sur le sol. Mais Julia réalise alors que la scène est trop crédible, se précipite auprès de la femme… et constate qu'elle a été assassinée devant tout le monde. Étrangement, l'acteur qui jouait le rôle du clown est introuvable.
9. Lune de miel dans le Hampshire  (Honeymoon in Hampshire) : Effie et George continuent leur voyage de noces et arrivent dans le Hampshire. Alors qu'ils étaient censés avoir la meilleure chambre, ils se retrouvent dans une chambre de seconde catégorie. Effie propose de rendre visite au client de la suite et de lui demander poliment d'intervertir les chambres. Lorsqu'ils arrivent à la porte, ils trouvent le corps sans vie d'un homme. Pendant ce temps, à Toronto, William enquête sur une mort qui ressemble à un suicide, mais il préfère investiguer pour en avoir le cœur net, surtout que la victime lui rappelle vaguement quelqu'un…
10. En route vers les J.O. (Dash to Death) : Alors que Murdoch enquête sur le meurtre d'un athlète d'élite empalé par un javelot, Hart et Arthur complotent la disparition de son père.
11. Mort à l'arrivée (D.O.A.) : Le procès de Frank Rhodes approche. William règle les derniers détails avec le témoin lorsque ce dernier s'effondre et meurt. Selon la femme de ce dernier, son mari était bizarre durant les dernières 24 heures : vertiges, hallucinations… A-t-il été empoisonné ? William doit enquêter et vite… car il est atteint des mêmes symptômes et son temps est également compté.
12. La Jument de porcelaine  (Porcelain Maiden) : Higgins demande l'aide de Watts après avoir gâché la livraison par courrier d'une statue de cheval pour des voyous très dangereux.
13. Vengeance tardive (Vengeance Makes the Man) : Murdoch doit prouver l'innocence de Brackenreid, lorsqu'il est accusé de meurtre par un ennemi vengeur.
14. La Fin du monde (Murdoch at the End of the World) : Murdoch enquête sur le meurtre à l'arme blanche d'un destructeur à la veille de l'apparition de la comète de Halley.
15. Rompre les rangs (Breaking Ranks) : Murdoch soupçonne une tromperie et un meurtre dans la noyade apparente d'une recrue militaire.
16. Un fantôme du passé (An Avoidable Hinder) : Un ancien ami du camp forestier demande à Murdoch de l'exonérer d'un meurtre vieux de plusieurs décennies.
17. La Ballade du Gentleman Jones (Ballad of Gentleman Jones) : Watts et Crabtree montent sur les rails pour attraper un tueur.
18. Cachez ce nu... (Virtue and Vice) : Murdoch enquête sur le meurtre d'un marchand d'art respecté qui vendait des dessins pornographiques illégaux.
19. Vérité sur l'affaire Abigail Prescott (Whatever Happened to Abigail Prescott) : Pour prouver l'innocence d'Ogden dans la mort de la femme d'un échevin, Murdoch poursuit un politicien sur le retour.
20. Une vieille connaissance (Just Desserts) : Julia Ogden est invitée à dîner chez le directeur de l'établissement, mais un meurtre a lieu à la place du dessert. Murdoch enquête sur le meurtre du frère de fraternité de l'amie de Mme Hart.
21. Meurtre en si bémol mineur (Murder in F Major) : Lorsque le directeur de la nouvelle symphonie de Toronto est assassiné, Murdoch soupçonne des musiciens jaloux d'en être responsables.
22. Fragrance et Sentiments (Scents and Sensibility) : Lorsqu'une mariée s'effondre mystérieusement et meurt avant son mariage, Murdoch soupçonne qu'elle a été empoisonnée par son parfum.
23. Le Nouvel Inspecteur en chef, 1ère partie (The Long Goodbye, Part One) : L'enquête de Murdoch sur le meurtre d'un agent de police est entravée par l'interférence du remplaçant trop zélé de Brackenreid.
24. Le Nouvel Inspecteur en chef, 2ème partie (The Long Goodbye, Part Two) : Irrité par la tactique du nouvel inspecteur, Murdoch démissionne et est enrôlé à titre privé pour retrouver une héritière disparue.

### Dix-septième saison (2023-2024)
La diffusion a débuté le 2 octobre 2023, sur CBC.
1. Faites ce qu'il faut (1re partie) (Do the Right Thing, Part One) : Murdoch et Julia sont enlevés et la priorité du nouvel inspecteur Crabtree est de les retrouver.
2. Faites ce qu'il faut (2e partie) (Do the Right Thing, Part Two) : En conflit sur l'exonération d'un meurtrier pour sauver leur fille, William et Julia enlèvent la mondaine pour qu'elle soit traduite en justice.
3. Murdoch et la Mona Lisa (Murdoch and the Mona Lisa) : Lorsque le suspect du vol de la Joconde est assassiné, l'enquête de Murdoch mène à l'artiste Emily Carr.
4. Rêves de grandeur  (Bottom of the Barrel) : Murdoch soupçonne que le coup de couteau d'un homme dans un bar à huîtres est lié à une ancienne affaire impliquant des prostituées vendues en mariage.
5. Station Maison des horreurs (Station House of Horror) : Après avoir fait un vœu à un devin mécanique, Julia Ogden descend dans une maison des horreurs où le psychopathe James Gillies est en vie.
6. Mourir d'envie d'être éclairé (Dying to be Enlightened) : Julia, Llewellyn et Effie assistent à une séminaire de santé dirigé par un leader charismatique lorsqu'un autre invité meurt mystérieusement.
7. La mort aux courses(Cool Million) : Quelques jours avant une grande course de chevaux, Murdoch enquête sur le meurtre intentionnel d'un cheval champion favori pour gagner.
8. Le chalet dans les bois (The Cottage in the Woods) : Dans les bois, Julia, Violet, Effie et Louise rencontrent une troupe de jeunes aventurières dont la cheffe a été assassiné par un fou.
9. La liste du Père Noël (The Christmas List) : Murdoch enquête sur le meurtre du propriétaire d'un bidonville retrouvé dans la hotte du Père Noël lors d'un défilé dans un grand magasin.
10. Fenêtre sur rue (Mrs. Crabtree's Neighborhood) : Murdoch enquête sur le meurtre du propriétaire d'une entreprise de construction locale qui a été exécuté dans un salon de coiffure.
11. Un événement lourd (A Heavy Event) : L'enquête de Murdoch sur l'assassinat d'un danseur écossais lors des Highland Games révèle d'anciennes rivalités entre clans.
12. Roue de la mauvaise fortune  (Wheel of Bad Fortune) : Lorsqu'un corps est retrouvé dans une ruelle avec la carte du tarot de la Mort, Murdoch soupçonne qu'il est lié à un événement psychique contesté.
13. Train pour nulle part (Train to Nowhere) : Crabtree se rend vers le nord pour intercepter son père fugitif, il trouve un policier mort et une communauté de sacripans.
14. L'odeur de l'alarme (The Smell of Alarm) : Murdoch enquête sur la mort étrange d'un professeur de sciences, il semble que l'arme pourrait être un essaim d'abeilles.
15. Murdoch et le trésor de Lima (Murdoch and the Treasure of Lima) : Llewellyn Watts est enlevé après qu'il s'est rendu avec Murdoch au nord pour élucider un meurtre et retrouver de l'or inca volé.
16. Prédicateur Jimmy Wilde (Preacher Jimmy Wilde) : Murdoch soupçonne un prêtre charlatan et une religieuse d'être liés à la mort soudaine d'un homme assistant à un réveil évangélique.
17. Le fantastique M. Fawkes (The Fantastic Mr. Fawkes) : Murdoch et Brackenreid sont chargés par Terrence Meyers de protéger un candidat au poste de Premier Ministre.
18. Esprits dans la nuit (Spirits in the Night) : Murdoch enquête sur un meurtre ayant eu lieu aux alentours d'un cimetière, des témoignages suggèrent que le tueur est le fantôme sanglant d'une femme.
19. Une maladie mystérieuse  (A Most Surprising Bond) : Lorsqu'une maladie mystérieuse apparaît dans son hôpital pour femmes récemment ouvert, Julia est obligée de se mettre en quarantaine.
20. Rhapsodie dans le sang (Rhapsody in Blood) : Murdoch soupçonne que le meurtre d'un jeune compositeur pourrait avoir été motivé par la jalousie.
21. Fiancé pour être assassiné (Engaged to be Murdered) : Crabtree et Watts soupçonnent un étudiant d'être responsable du meurtre d'une femme ayant été poignardée dans sa résidence universitaire.
22. Pourquoi tout le monde chante? (Why is Everybody Singing?) : Après qu'une fusillade ait plongé Murdoch dans le coma, son monde devient soudainement une véritable comédie musicale.
23. La fumée pénètre en vous (Smoke Gets in Your Eyes) : Lors de la découverte du meurtre d'un homme à la suite d'une bagarre au Starbright Lounge, le suspect de Murdoch se trouve être un autre détective.
24. Des yeux pour le bien commun (For the Greater Good) : Désormais inspecteur par intérim, Murdoch enquête sur un éminent scientifique qui a organisé sa propre mort.

### Dix-huitième saison (2024-2025)
Le 24 mai 2024, la série a été officiellement renouvelée pour une dix-huitième saison. Au Canada, la saison est diffusée depuis le 30 septembre 2024 sur CBC.
1. La nouvelle recrue : Murdoch et Crabtree profitent d'une reconstitution historique de guerre, jusqu'à ce qu'un autre soldat soit assassiné.
2. Murdoch seul dans le bâtiment  : Murdoch emménage dans une maison de chambres où une colocataire excentrique insiste pour que le détective l'aide à enquêter sur un meurtre apparent ayant eu lieu dans l'immeuble.
3. C'est quoi ce Dickens? : La célébration de l'anniversaire de Charles Dickens par  Crabtree et Elfie est bouleversée lorsque l'hôte se retrouve mystérieusement mort.
4. Donne-moi un abri : Murdoch, Watts et Choi enquêtent sur le décès par overdose d'un comptable vivant dans un nouveau logement pour ouvriers.
5. Une starlette est née : Murdoch soupçonne un fan trop zélé après qu'un homme soit mort dans une explosion destinée à la jeune starlette Ruth Higgins-Newsome..
6. Le lien Murdoch : Murdoch enquête sur le vol d'un crâne rare et le meurtre d'un acheteur intéressé.
7. La mesure de mes rêves : À la veille de Noël, Murdoch et Choi enquêtent sur la disparition d'un ivrogne en quête de problèmes.
8. Bienvenue au paradis : Lorsqu'un champ est découvert  jonché de corps en décomposition, Murdoch craint qu'un tueur en série séquentiel ne cible des personnes d'une autre culture.
9. Quand le caoutchouc rencontre la route : Murdoch enquête sur la mort suspecte d'un ouvrier qui menait une grève dans une usine de caoutchouc.
10. Les hommes ont vendu le monde : Les retrouvailles de Murdoch et Ogden sont perturbées par la mort d'un autre client dans une auberge anglaise.
11. Bombes : Murdoch, Ogden et Susannah s'échappent de justesse après qu'une explosion à Londres ait tué une femme.
12. L'étoile de Mandalay :  Les efforts de Murdoch et Watts pour protéger un rubis inestimable sont contrecarrés par un voleur déterminé.
13. Le mauvais homme : Murdoch et Brackenreid craignent la vendetta d'un candidat à la mairie au passé meurtrier.
14. Un meurtre des plus commodes : Murdoch soupçonne que la mort d'un homme pourrait être lié à la nourriture dans un nouveau restaurant automatique populaire.
15. Quand les yeux des Irlandais mentent : Après qu'un assassin catholique potentiel ait été tué, Murdoch doit affronter le puissant dirigeant protestant qui était la cible.
16. La barbe de Shakespeare : Murdoch et Brackenreid sont stupéfaits lorsqu'un acteur d'une représentation de Hamlet meurt sur scène sous leurs yeux.
17. La mort de James Pendrick : L'enquête de Murdoch sur un accident d'avion qui a tué le pilote révèle un complot néfaste lié  à James Pendrick.
18. Les aventures incroyables et étonnantes de l'agent George : Murdoch et Crabtree  poursuivent un scientifique devenu un génie mécanique déterminé à se venger.
19. L'héritier du chien : Murdoch soupçonne que le meurtre d'un avocat pourrait être lié à un chien à qui la fortune de son maître a été légué.
20. La Poste :Murdoch enquête sur une lettre contenant une menace de mort découverte par sa voisine Tippy Longfellow.
21. Le corps électrique :Murdoch soupçonne que le meurtre d'un homme est lié à des malversations financières au sein d'une compagnie d'électricité.
22. Nous prenons soin des nôtres : Murdoch et la police recherchent le gangster Tony Petrucci après son évasion de prison.

### Dix-neuvième saison
Le 1er mai 2025, la série est renouvelée pour une dix-neuvième saison composée de 21 épisodes, dont la date de diffusion est encore inconnue

## DVD
Studio : Elephant Films
- Les Enquêtes de Murdoch : Les inédits sortie le 27 mai 2015 (ASIN B00TYZ6RMC)
- Saison 1 vol. 1 sortie le 20 avril 2011 (ASIN B004IT5CBG)
- Saison 1 vol. 2 sortie le 21 septembre 2011 (ASIN B00570JXQ0)
- Saison 2 vol. 1 sortie le 18 janvier 2012 (ASIN B005TLWOZ4)
- Saison 2 vol. 2 sortie le 7 mars 2012 (ASIN B006QP0C7Y)
- Saison 3 vol. 1 sortie le 4 juillet 2012 (ASIN B007TTEGMS)
- Saison 3 vol. 2 sortie le 5 septembre 2012 (ASIN B008H1H6HE)
- Saison 4 vol. 1 sortie le 9 janvier 2013 (ASIN B009XJS8WG)
- Saison 4 vol. 2 sortie le 6 mars 2013 (ASIN B00ANSYQUE)
- Saison 5 vol. 1 sortie le 19 juin 2013 (ASIN B00BXQLV1W)
- Saison 5 vol. 2 sortie le 18 septembre 2013 (ASIN B00DGCFYRS)
- Saison 6 vol. 1 sortie le 13 mars 2014 (ASIN B00HHH16M0)
- Saison 6 vol. 2 sortie le 14 mai 2014 (ASIN B00IDI3102)
- Saison 7 vol. 1 sortie le 25 mars 2015 (ASIN B00REWL9MU)
- Saison 7 vol. 2 sortie le 6 mai 2015 (ASIN B00TYZ6R22)
- Saison 8 vol. 1 sortie le 9 mars 2016 (ASIN B019SD88W6)
- Saison 8 vol. 2 sortie le 25 mai 2016 (ASIN B01C99LGE8)
- Saison 1 à 8 sortie le 5 octobre 2016 (ASIN B01HIWHVZO)
- Saison 9 vol. 1 sortie le 8 février 2017 (ASIN B01NBFK1UD)
- Saison 9 vol. 2 sortie le 12 avril 2017 (ASIN B01MTCSGQ5)
- Saison 10 vol. 1 sortie le 14 février 2018 (ASIN B077GDBYZ8)
- Saison 10 vol. 2 sortie le 18 avril 2018 (ASIN B0798LFXQ4)
- Saison 11 vol. 1 sortie le 30 janvier 2019 (ASIN B07J35QCPP)
- Saison 11 vol. 2 sortie le 6 mars 2019 (ASIN B07MPK2DYD)
- Saison 12 vol. 1 sortie le 29 janvier 2020 (ASIN B07Z74G6SR)
- Saison 12 vol. 2 sortie le 25 mars 2020 (ASIN B082BYQYDT)
- Saison 13 vol. 1 sortie le 17 février 2021 (ASIN B08NLJ5P76)
- Saison 13 vol. 2 sortie le 16 juin 2021 (ASIN B08Y2VK6KM)
- Saison 14 sortie le 6 mai 2022 (ASIN B09X3WY9NK)
- Saison 15 sortie le 28 novembre 2023 (ASIN B0CKWJKHK9)
- Saison 16 sortie le 22 octobre 2024 (ASIN B0DBRDSMRN)

Certaines saisons existent également en version Blu-ray toujours chez le même éditeur.